# Wemding

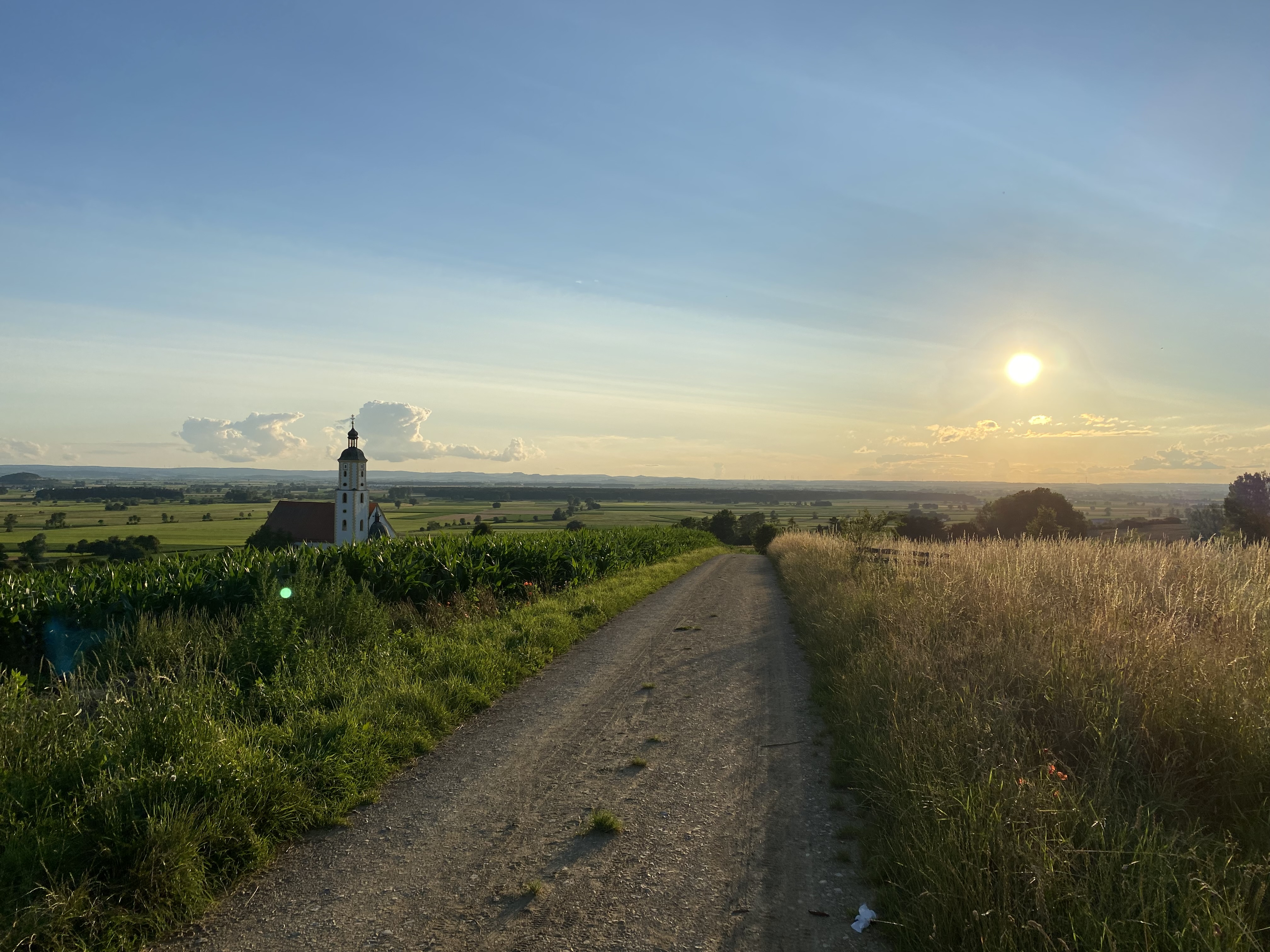
Maria Brünnlein mit Blick in das Ries

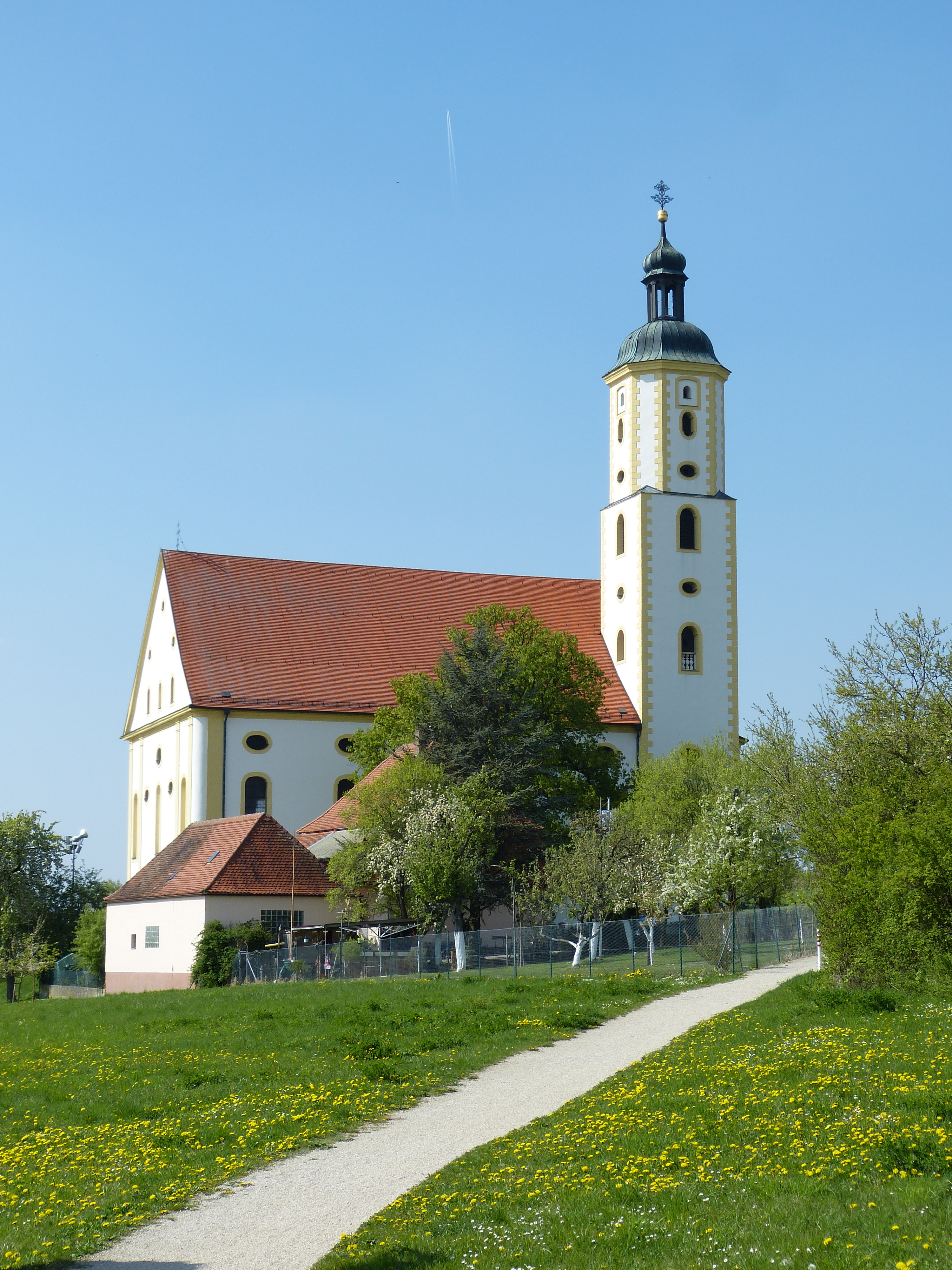
Wemdinger Wallfahrtskirche

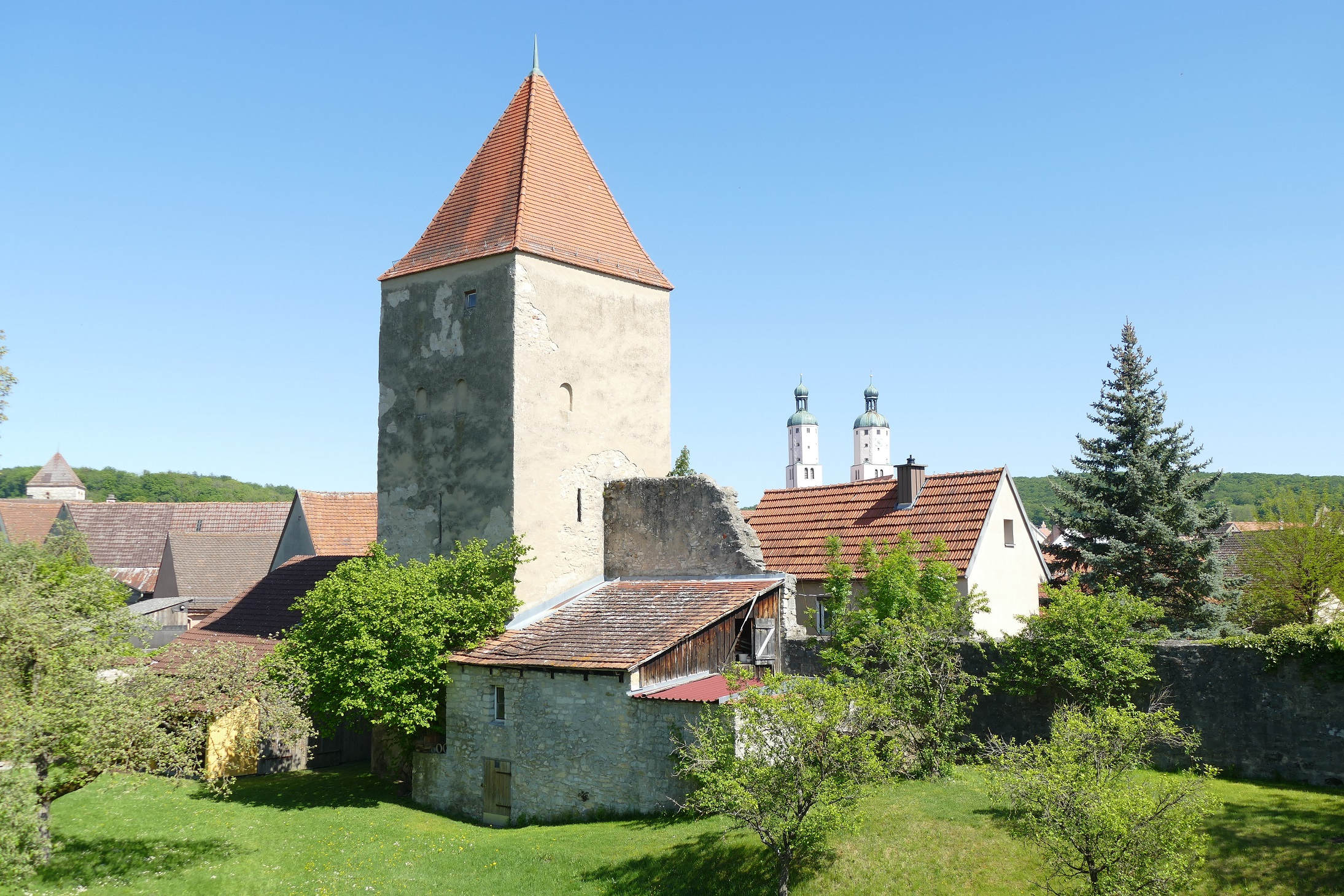
Baronturm mit Resten der Wehranlage

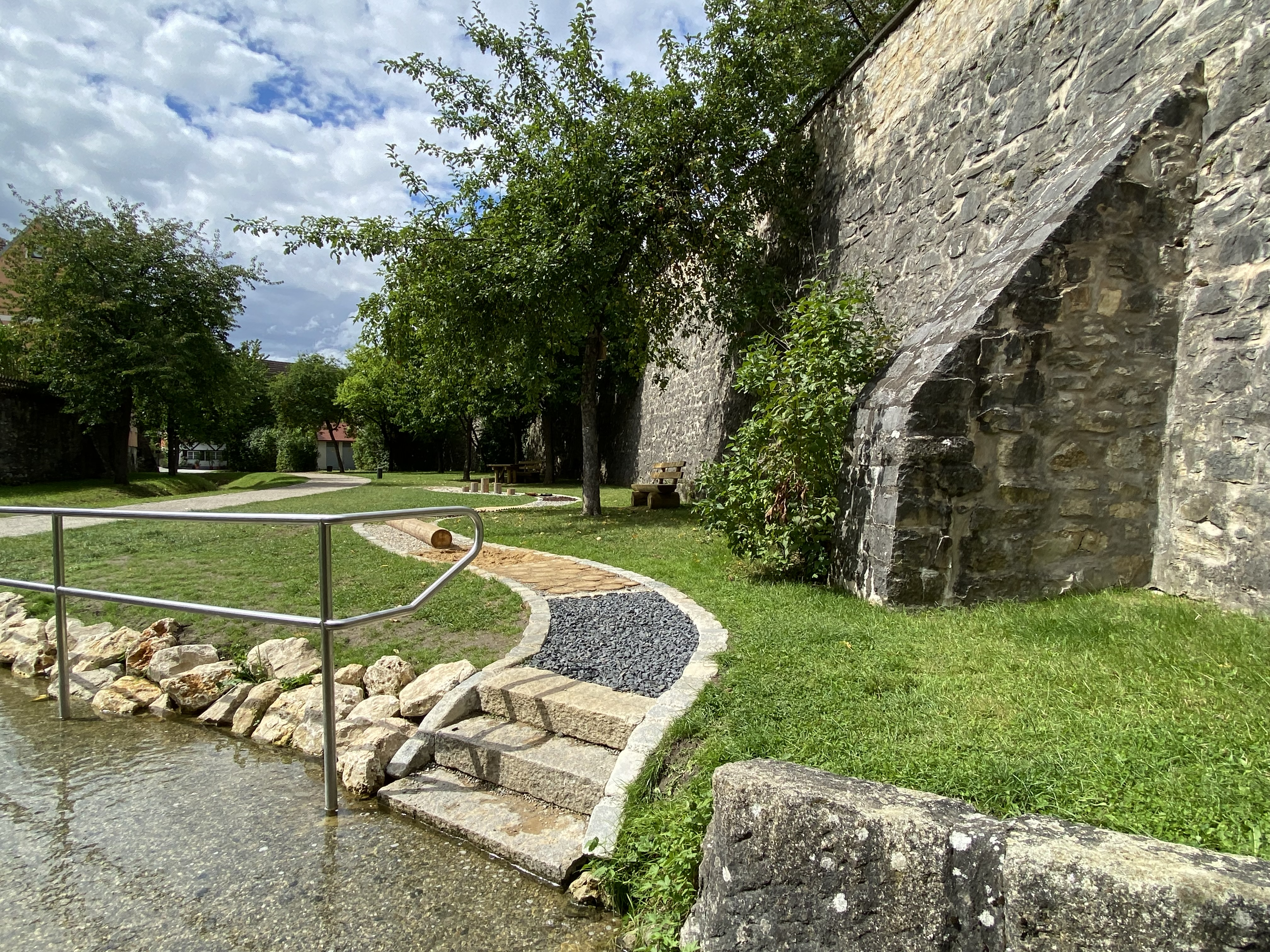
Die Stadtmauer im Stadtgraben von Wemding

Wemding (ⓘ, schwäbisch: Wendi) ist eine Stadt im schwäbischen Landkreis Donau-Ries in Bayern und der Sitz der Verwaltungsgemeinschaft Wemding mit den Gemeinden Huisheim, Fünfstetten, Otting, Wolferstadt.
Die Stadt liegt am Rand des durch einen Meteoriteneinschlag entstandenen Ries-Kraters im Geopark Ries, einem zertifizierten UNESCO Global Geopark. Überregional bekannt ist der staatlich anerkannte Erholungsort als Wallfahrtsstadt (Basilika minor: „Maria Brünnlein zum Trost“) und als Fuchsienstadt.

## Geografie

### Gemeindegliederung
Die Gemeinde besteht aus zwei Gemarkungen und hat fünf Gemeindeteile:
- Gemarkung und Hauptort Wemding mit der Wallfahrtsbasilika Maria Brünnlein und der Einöde Wildbad
- Gemarkung und Kirchdorf Amerbach mit dem Weiler Amerbacherkreut

Durch die Lage am Kraterrand des Nördlinger Rieses (UNESCO Global Geopark) gibt es mehrere Aussichtspunkte in Ries: nördliche Anhöhe an der „Platte“, den Aussichtspunkt „Grotte“ bei Amerbach sowie am Spazierweg zum Waldsee „Zur schönen Aussicht“.

### Bevölkerung
Am 17. Mai 1939 hatte die Stadt Wemding 2541 Einwohner, der Gemeindeteil Amerbach 420. Der abrupte Anstieg der Einwohnerzahl am Ende des Zweiten Weltkriegs 1945 bis 1950 ist auf die Aufnahme von mehr als 2000 Heimatvertriebenen und Flüchtlingen zurückzuführen.
Stetiges Bevölkerungswachstum verzeichnet das Stadtgebiet bis heute. Wemding hat seit dem Jahr 2000 etwa 5800 Einwohner und auch die Prognose sagt eine stabile Entwicklung voraus. Wemding liegt also nicht im Trend der prognostizierten Bevölkerungsrückgänge im Landkreis Donau-Ries.
Zwischen 1988 und 2018 wuchs die Stadt von 5.301 auf 5.802 um 501 Einwohner bzw. um 9,5 %.

## Geschichte
Das Stadtarchiv Wemding ist die zentrale städtische Fachdienststelle für alle Fragen zu Daten und Ereignissen der Geschichte Wemdings. Dort werden Dokumente der Stadtgeschichte, historische Unikate und Bildersammlungen aufbewahrt.

### Frühes Mittelalter
Im Jahre 793 wurde Wemding zum ersten Mal als „Uemodinga“ in einer Schenkungsurkunde des Grafen Helmoin aus Gosheim (bei Huisheim) („Kaozesheim“) erwähnt. Dieser hatte von Karl dem Großen das Recht erhalten, das Land um Gosheim (etwa 9,35 km²) dem Bischof in Freising zu schenken. Zu dieser Zeit bestand Wemding aus vier Höfen:
- Maiershof,
- Katzensattelshof,
- Sandbichelshof und
- Seegartenhof

„(…) auch in jenem Walde, der zu Wemodinga gehört – eben dort sollen die Vorsteher dieser Kirche das Recht haben, Bauholz zu fällen, so viel nötig ist und Holz für Feuer (…)“
798 schenkte König Karl Wemding dem Kloster Sankt Emmeram in Regensburg, in dessen Besitz die Stadt 500 Jahre lang blieb. Das bedeutete, dass das Kloster und der Bischof als Lehnsherren fungierten und über die Lehnsträger bestimmen konnten. Geistlichen Einrichtungen auch weltliche Verwaltungsrechte und damit Macht zu übertragen, war Teil der Regentschaft von König (ab 800 Kaiser) Karl im Einklang mit der Kirche. So baute der König auch zahlreiche Kirchen, Klöster, Kathedralen und Pfalzen und setzte sich für das Christentum als Reichsreligion ein.
Von 898 bis 935 bekam die Edelfrau Winpurc aus Nördlingen Wemding als Lehen. Zu dieser Zeit hatte Wemding schon 200 Einwohner. Dies lässt sich dadurch erklären, dass der Ort an einer Römer- und einer Salzstraße lag, also sehr viele Händler und anderer Verkehr den Ort passierten.
Im 11./12. Jahrhundert wurde Wemding als Lehen an die Edelfreien von Werd (Donauwörth) vergeben. 1233 war es im Besitz der Regensburger Kirche, deren Bischof Siegfried dem Grafen Gebhard (IV.) von Hirschberg gestattete, den Ort an den Grafen Heinrich von Graisbach zu verpfänden. Auch 1294 wurde Wemding als Besitz der Regensburger Kirche erwähnt, als es als Lehen an die Grafen von Grögling-Hirschberg vergeben wurde; nach dem Tod von Gebhard VII. von Hirschberg belehnt der Regensburger Bischof Konrad 1306 die Grafen von Oettingen damit.
1343 erhoben die Grafen von Oettingen den Ort zur Stadt. Vermutlich am 11. November 1394 wurden in Wemding auf Betreiben des Eichstätter Bischofs Friedrich IV. von Oettingen zehn Waldenser zum Tode verurteilt und verbrannt. Seit 1453 war in Wemding ein mittelalterliches Leprosorium nachweisbar, das „westlich der Stadt an der Straße nach Nördlingen“ lag und als „Sondersiechenhaus“ bezeichnet wurde. Die Kapelle des Hauses war St. Leonhard und Sixtus geweiht.

### Wemding unter den bayerischen Herzögen

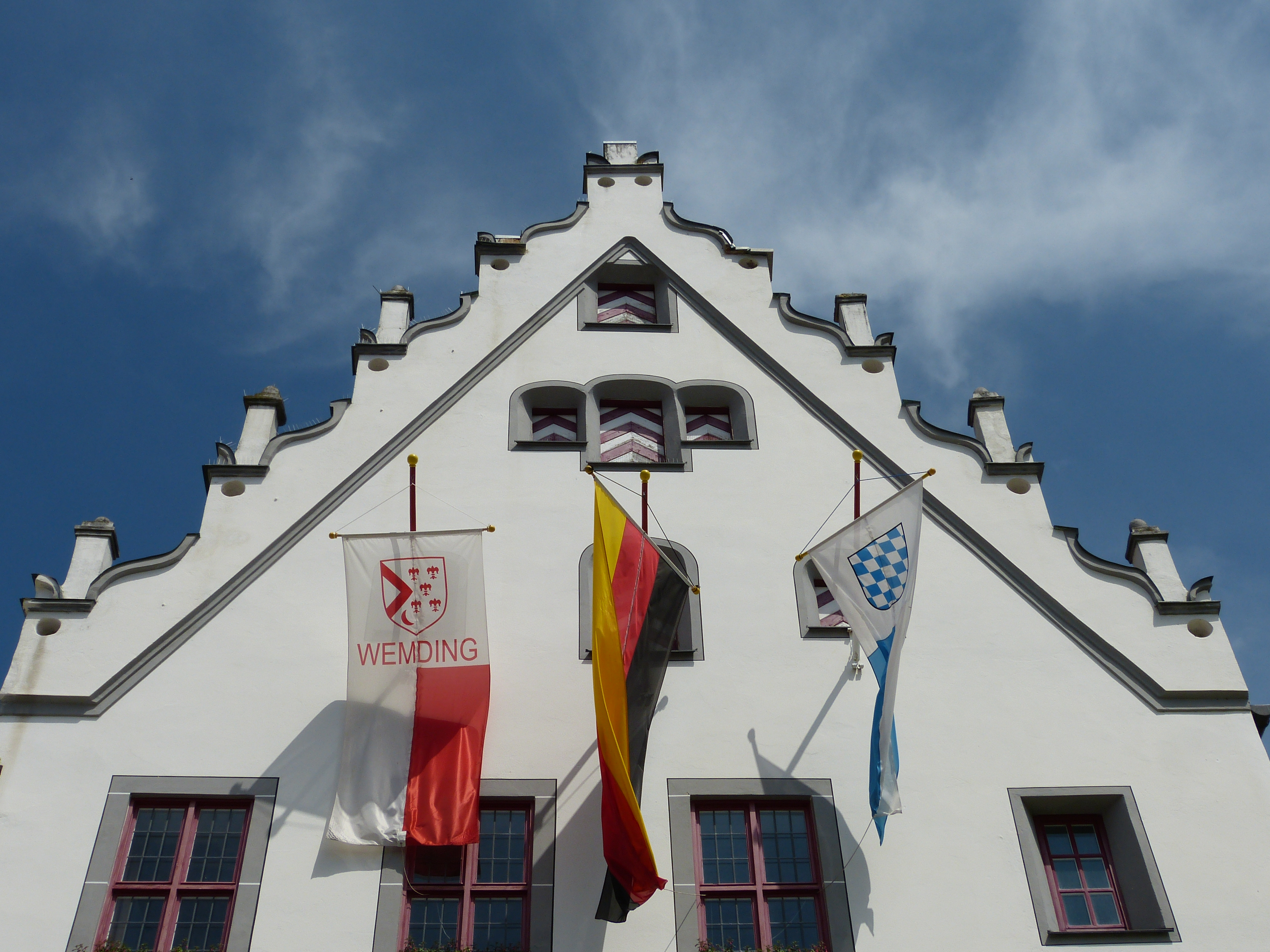
Heutiges Rathaus mit bayerischer Flagge

1467 ging die Stadt in den Besitz des wohlhabenden Wittelsbacher Herzogs Ludwig des Reichen von Niederbayern (Landshut) über. Der Herzog erwarb das bischöflich-regensburgische Lehen mit dem Ort Laub (gesamt), Amerbach (teilweise) und Fünfstetten (teilweise) von Graf Ulrich von Oettingen. Wemding wurde über 600 Jahre von den bayerischen Herzögen und Königen regiert und bekam viele Privilegien. Unter den Herzögen blühte Wemdings Handwerk und Handel auf, mit dem Umland herrschte wichtiger Handel. Die guten Verhältnisse zeigten sich unter der bayerischen Herrschaft an den vielen Zier- und Fachwerkhäusern aus dieser Zeit, die bis heute das Gesicht der Altstadt prägen. Aus der alamannischen Endung „wemdingen“ wurde damals auch das bayerische „wemding“.
Herzog Ludwig gründete 1472 die Universität Ingolstadt. Sein Sohn und Nachfolger Herzog Georg der Reiche gab Wemding im Jahr 1494 das Präsentationsrecht auf die neunte von elf Freistellen im Georgianum in Ingolstadt (Studierendenfreistelle). Auch das Aufstreben der Lateinschule am Stadtmetzg fiel in diese Zeit. Nach dem Landshuter Erbfolgekrieg fiel Wemding 1505 an das Herzogtum Bayern-München (Hauptlinie der Wittelsbacher). Um 1550 zählte Wemding zu den wohlhabendsten kleinen Landstädten im Herzogtum Bayern.
Der Zeitraum 1550 bis 1579 brachte religiöse Diskrepanzen mit sich: Während der Herrschaftszeit von Herzog Albrecht dem Großmütigen wurde Wemding durch die Münchner Herrschaft zu einem Eckpfeiler der Besitzungen in Schwaben. Herzog Wilhelm IV. verbot die Lehre Luthers im Herrschaftsgebiet. Im Reformationszeitalter ab 1554 formte sich eine protestantische Laienkelchbewegung in Wemding, die Herzog Albrecht V. in seiner bayerischen Exklave später nicht mehr tolerierte. Wegen seiner Lage als Exklave war Wemding essentieller Stützpunkt Wittelsbacher Konfessionspolitik. Um 1580 war die bayerische Exklave ausschließlich von protestantischen Territorien umgeben (Grafen Oettingen, Fürstentum Brandenburg-Ansbach, Fürstentum Pfalz-Neuburg). Durch die Zugehörigkeit zu Bayern blieb Wemding bis heute katholisch.
Durch die Unachtsamkeit des Türmers in der Türmerstube von St. Emmeram brannte 1559 der Südturm der Stadtpfarrkirche ab. Herzog Albrecht V. stellte für die Wiederherstellung und die Anschaffung neuer Glocken einen Zuschuss von 800 Gulden bereit. Im Antiquarium der Münchner Residenz ist Wemding (ab ca. 1590) zusammen mit 101 altbairischen Städten abgebildet. Bei der Darstellung handelt es sich um eine der ältesten Ansichten Wemdings, auf der die Stadtpfarrkirche St. Emmeram nur einen Turm besitzt.

### Hexenverfolgung

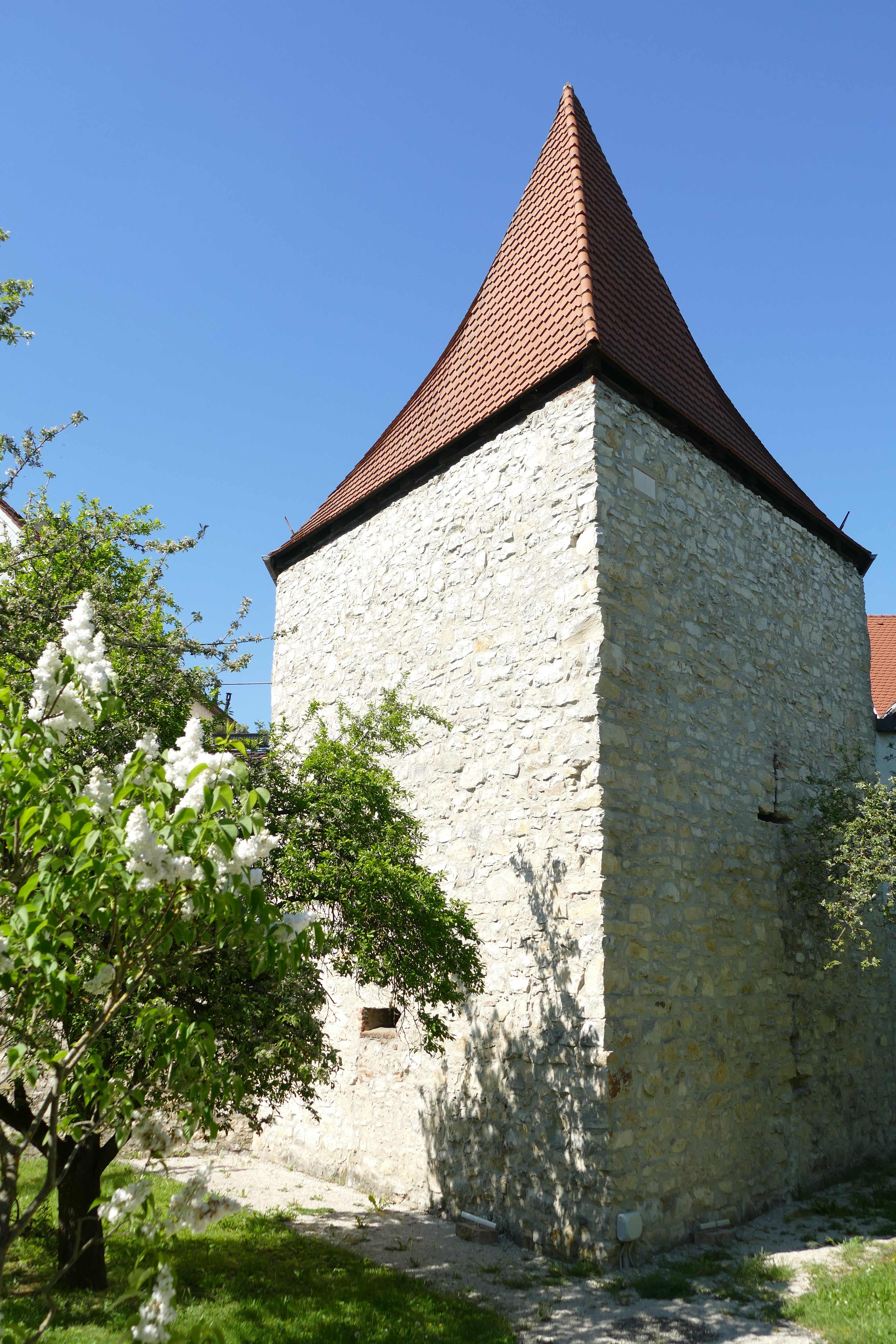
Gästeführung am Folterturm

Anfang des 17. Jahrhunderts kam es in der Stadt in zwei Wellen zu heftigen Hexenverfolgungen. Unter dem Richter Gottfried Sattler wurden in den Jahren 1609/10 zehn Menschen wegen Hexerei hingerichtet. Ein Prozess gegen zehn weitere Beschuldigte wurde 1611 dem Wemdinger Gericht entzogen; die Gefangenen verlegte man nach München und ließ sie später frei. Sattler wurde festgenommen und wegen Fehlern in der Prozessführung und Unterschlagung von mehr als 3000 Gulden zum Tode verurteilt. Vor seiner Hinrichtung kam es zu einem langen und teilweise dramatischen Tauziehen zwischen den Befürwortern und Gegnern der Hexenverfolgung am bayerischen Hof. Für Sattlers Begnadigung setzten sich nicht nur dessen Angehörige und der Wemdinger Stadtrat, sondern auch hochgestellte Personen wie der als Thronfolger geltende Prinz Albrecht ein, während die Gegner durch ein Gutachten der Universität Ingolstadt die Rechtmäßigkeit des Todesurteils bestätigen ließen. Am 9. März 1613 ließ der führende Verfechter der Hexenverfolgung, Hofratskanzler Johann Wangnereck, in einem handstreichartigen Beschluss des Hofrates das Todesurteil in einen unbefristeten Landesverweis umwandeln. Zwei Tage später setzten die Gegner der Hexenverfolgung um Oberstkanzler Joachim Donnersberger die Rücknahme dieses Beschlusses durch. Obwohl ein weiteres Universitäts-Gutachten aus Ingolstadt die frühere Aussage bestätigte, glaubte sich Sattler offenbar noch immer der Protektion von höchster Stelle sicher und war überrascht, als der Kurfürst ihn fallen ließ und am 21. Mai 1613 der Hinrichtung stattgab. Um Aufsehen zu vermeiden, wurde diese Ende Juni außerhalb Münchens in Markt Schwaben vollstreckt.
Aber 1628 bis 1631 kam es zu einer noch weitaus schlimmeren Welle der Verfolgung, der 39 Menschen zum Opfer fielen. Auf kurfürstliche Anordnung wurde dem Wemdinger Stadtrichter Baltasar Vogl der Ingolstädter Johann Valentin Schmid als Hexenkommissar beigeordnet. Schmids Ermittlungen brachten zwar viel nachbarschaftliche Missgunst und von Aberglauben geprägte Mutmaßungen ans Licht, führten aber nicht zu den gewünschten Verhaftungen. Dies änderte sich, als er 1629 durch Wolfgang Kolb abgelöst wurde, welcher zuvor schon an der massiven Hexenverfolgung im Hochstift Eichstätt beteiligt war und sich durch neue Foltermethoden besonders hervorgetan hatte. Ab dem 14. März 1629 wurden an neun Gerichtstagen insgesamt 29 Frauen und zehn Männer hingerichtet. Nach Kolbs ungeklärtem Tod 1630 wurden die Hinrichtungen seltener. Den letzten drei Gerichtstagen im Oktober und November 1630 und im März 1631 fielen noch fünf Menschen zum Opfer.
Ab der Zeit der Verfolgungen wurde ein Wemdinger Mauerturm (der ehemalige Pulverturm oder auch Langer Turm genannt) der Stadtmauer als „peinliche Befragungsstätte“ für die Hexen genutzt. Seit dieser Zeit trägt der Turm die Bezeichnung Folterturm. Eine weitere Gedenkstätte der Hexenprozesse befindet sich am Galgenberg. Dort stand der Galgen und wurden die Scheiterhaufen errichtet. Das dreiteilige Gedenkkreuz aus dem Jahr 1957 erinnert an die Jahre des Hexenwahns. Der Rat der Stadt Wemding fasste am 10. März 2015 einen Beschluss zur sozialethisch-moralischen Rehabilitierung der Opfer der Hexenprozesse.

### 17. bis 19. Jahrhundert
Im Jahr 1619 erhielt die Stadtpfarrkirche St. Emmeram als bedeutendes Gotteshaus im Zentrum der Altstadt einen zweiten Kirchturm. Auf dem neuen Nordturm befanden sich ab diesem Zeitpunkt alle Glocken. Die beiden Türme sind das weithin sichtbare Wahrzeichen der Stadt. 1634 forderte ein wiederholter Ausbruch der Pest in Wemding über 260 Tote.
1647 gelobte die Bürgerschaft Wemdings die Durchführung eines großen Wallfahrtsgangs zur Sebastianskirche nach Oettingen. Es war das historische Ursprungsjahr der Wemdinger Pestprozession. Ab dem Jahr 1831 fand sie wieder alle 20 Jahre statt.
1664 wurde das Kapuzinerkloster durch Kurfürst Ferdinand Maria von Bayern genehmigt, und die ersten Mönche kamen in den Ort. 1669 bis 1672 wurde das Gebäude umgebaut. 
1692 wurde über dem Schillerbrünnlein nordwestlich Wemdings eine Kapelle errichtet. An ihrer Stelle wurde im August 1748 der Grundstein für die Wallfahrtskirche Maria Brünnlein gelegt, 1782 folgte die Weihe.
1808 kam es vorübergehend zum Verlust der städtischen Selbstverwaltung, die 1818 durch das Gemeindeedikt in Bayern wieder eingerichtet wurde.
Im Jahr 1815 begannen die Abtragungen an der Wehranlage, die seit der ersten Hälfte des 14. Jahrhunderts die Stadt umgab. Das Gestein wurde zum Häuser- und Straßenbau verwendet, wodurch ein Großteil der 30 Mauertürme und der Mauer zerstört wurde. Drei der heutigen Türme blieben erhalten: Häutbachturm, Baronturm und der Folterturm. Das Amerbacher Tor und das Nördlinger Tor sind Überreste der drei Tortürme.
Das Zeitalter der Industrialisierung zeigte erste Auswirkungen in Wemding. 1854 kam es zur Gründung von acht Gewerbevereinen und damit zur Auflösung der zwölf Handwerkszünfte von 1700.
1893 wurde das Eisenbahnkomitee Nördlingen-Wemding gegründet, das sich für den Bau einer Lokalbahn nach Nördlingen einsetzte, die 1903 eröffnet wurde. 1981 wurde der Personenverkehr und 1998 der Güterverkehr eingestellt.

### 20. Jahrhundert

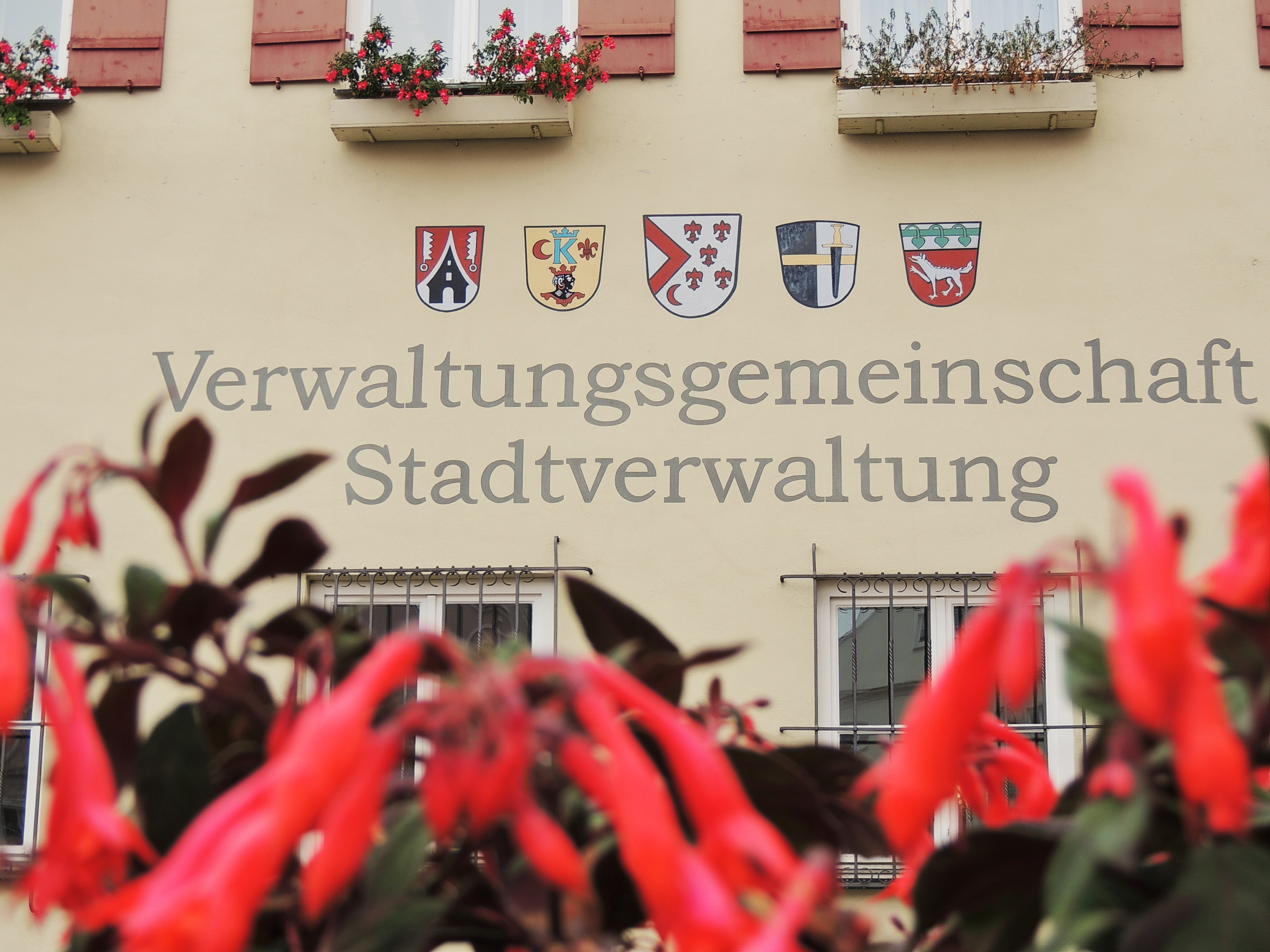
Verwaltungsgebäude der Verwaltungsgemeinschaft und Stadtverwaltung

In den Jahren von 1905 bis 1912 wurden Wasserleitungen, Kanalisation, gepflasterte Straßen und eine erste Straßenbeleuchtung realisiert. Im Verlauf des Ersten Weltkriegs wurden 600 Männer zum Wehrdienst einberufen, von denen 87 fielen.
Nach Ende des Zweiten Weltkriegs waren 16 Gebäude zerstört und weitere 70 beschädigt. Am 24./25. April 1945 besetzten amerikanische Soldaten Wemding und Amerbach. Durch die Aufnahme von über 2.000 Flüchtlingen und Heimatvertriebenen in der Stadt stieg die Bevölkerungszahl bis 1950 auf knapp 5.000 Menschen.
1948 siedelte sich die Wetex (Wemdinger Textilwerke GmbH) mit 400 neuen Arbeitsplätzen in Wemding an. 1961 wurden die Textilwerke von der SWF-Gustav-Rau KG übernommen.
1951 wurde die Evangelisch-Lutherische Christuskirche errichtet. 1954 erfolgte die Weihe des neuen Schulhauses am Ludwigsgraben für Knaben und Mädchen. Ein Jahr später wurde eine Landwirtschaftliche Berufsschule in Wemding durch den Landkreis beschlossen.
Am 1. Juli 1972 erfolgte die Eingemeindung von Amerbach Im Zuge der Gebietsreform wurde Wemding 1978 Sitz der Verwaltungsgemeinschaft. Die umliegenden Gemeinden Wemding, Fünfstetten, Huisheim, Otting und Wolferstadt gehören dieser Gemeinschaft an.

### 21. Jahrhundert bis heute
2002 wurde das KunstMuseum Donau-Ries mit Kunstwerken des Wemdingers Ernst Steinacker und dessen Tochter Annette Steinacker-Holst sowie von Prof. Schlötter eröffnet. Im gleichen Jahr war die Stadt zum ersten Mal Etappenziel der BR-Radltour des Bayerischen Rundfunks.
2004 entstand die erste Kinderkrippe des Landkreises Donau-Ries in der Stadt. 2011 wurde der Anbau an der Grund- und Mittelschule für 500 Schüler fertig gestellt. 2015 feierte der Fuchsien- und Kräutermarkt sein 15-jähriges Jubiläum, und die BR-Radltour machte mit über 1.200 Radfahrern und einem Open-Air-Konzert mit den Bellamy Brothers zum wiederholten Mal in Wemding Station.
2016 begann der barrierefreie Ausbau der Altstadt mit neuem Altstadtpflaster. 2016 wurde der Neubau eines Kinderhorts am Schulgelände abgeschlossen und der erste Themenwanderweg „Sagenweg – Stationen Wemdinger Geschichten und Geologie“ in Zusammenarbeit mit dem Geopark Ries eröffnet. 2022 erfolgte der Spatenstich für ein neues Feuerwehrhaus außerhalb des Altstadtkerns.

## Politik

### Bürgermeister
Bei den Kommunalwahlen am 2. März 2008 wurde der Jurist Martin Drexler (CSU/Amerbacher Liste) im ersten Wahlgang zum Bürgermeister gewählt und 2014 sowie 2020 wiedergewählt. Er löste Jürgen von Streit (SPD) ab, der von 1990 bis 2008 Bürgermeister war und 2008 nicht mehr antrat. Sein Vorgänger war Willi Fackler. Bei den Kommunalwahlen 2014 und 2020 trat Martin Drexler jeweils als überparteilicher Bewerber des Wahlvorschlages „Bürgerinnen und Bürger aus Wemding und Amerbach“ an.

### Stadtrat

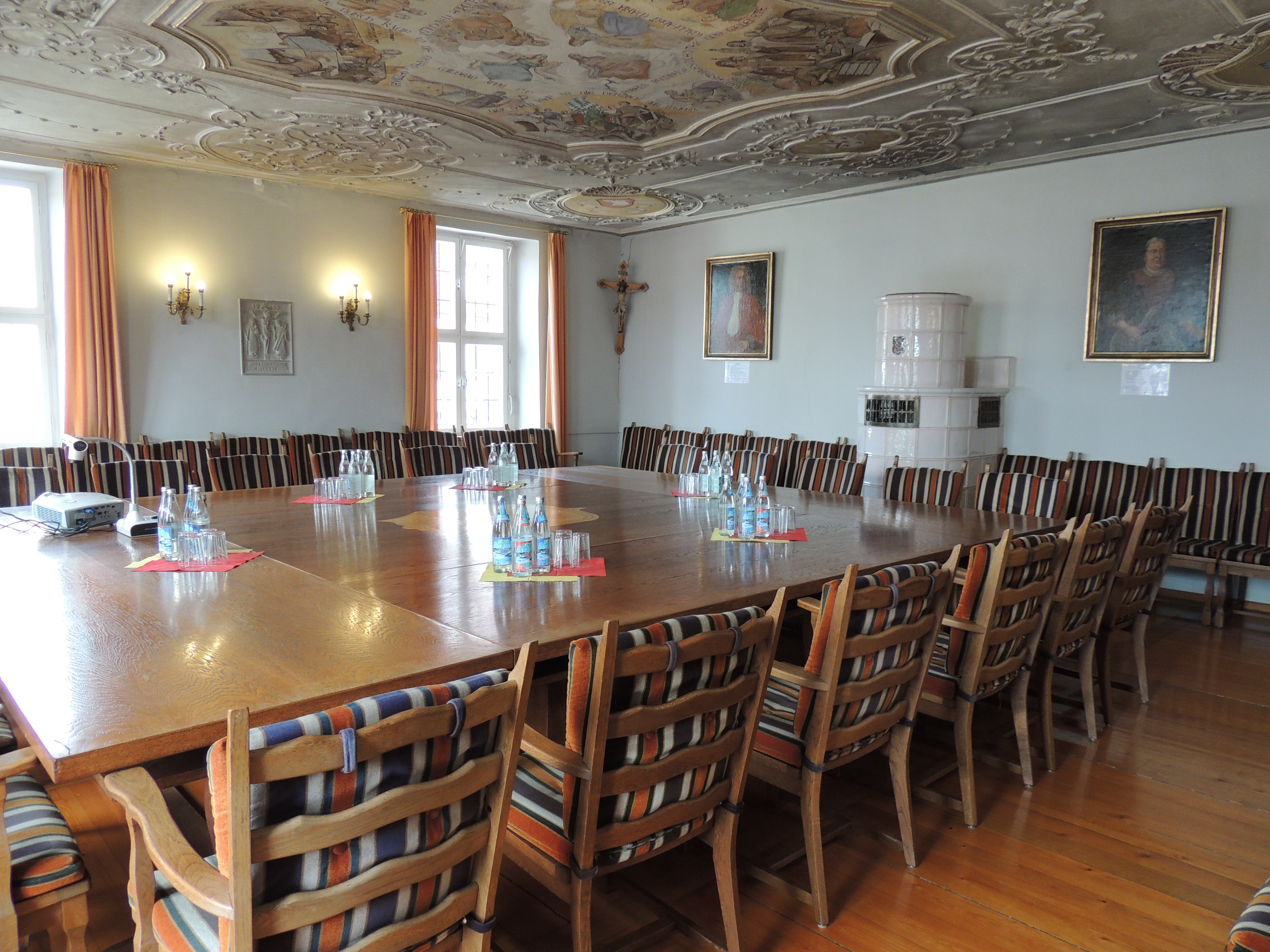
Sitzungssaal des Stadtrates

Der Stadtrat besteht aus 20 Mitgliedern, die sich nach der Kommunalwahl am 15. März 2020 auf folgende Parteien/Gruppierungen aufteilen:
- CSU: 7 Sitze
- SPD: 4 Sitze
- Freie Wähler/PWG-FW Wemding: 3 Sitze
- Amerbacher Liste: 2 Sitze
- Unabhängige Wähler Wemding: 2 Sitze
- Wemdinger Frauenliste: ein Sitz
- Bündnis 90/Die Grünen: ein Sitz

### Wappen
| Wappen von Wemding | Blasonierung: „n Silber ein aus dem rechten Schildrand bis zur Schildmitte einspringender roter Sparren, links begleitet von fünf in Form eines Andreaskreuzes (2:1:2) angeordneten roten Lilien, unten rechts ein aufrecht stehender, abnehmender roter Halbmond“ |
| Wappen von Wemding | Wappenbegründung: Der rote Seitensparren stellt das halbe Andreaskreuz aus dem Stammwappen der Oettinger Grafen dar, die nahezu 150 Jahre die Herren von Wemding waren. Die fünf Lilien stammen aus dem Wappen der ehemaligen Grafschaft Niederelsass. Aus diesem Bereich gehörte das Landgericht Röschwoog mit fünf Gemeinden den Grafen zu Oettingen. Diesen Besitz mussten sie jedoch verkaufen, um die hohe Schuldenlast beim Ausbau der Wemdinger Wehrbefestigung tilgen zu können. Der Halbmond ist dem Stadtwappen von Monheim entnommen, das auch zur Schuldenminderung veräußert werden musste. |

### Städtepartnerschaften
- Frankreich: Seit 1988 bestand eine Partnerschaft mit Dambach-la-Ville im Elsass. 2009 wurde diese Städtepartnerschaft jedoch im beiderseitigen Einverständnis aufgelöst.

## Kultur und Sehenswürdigkeiten

### Sehenswürdigkeiten

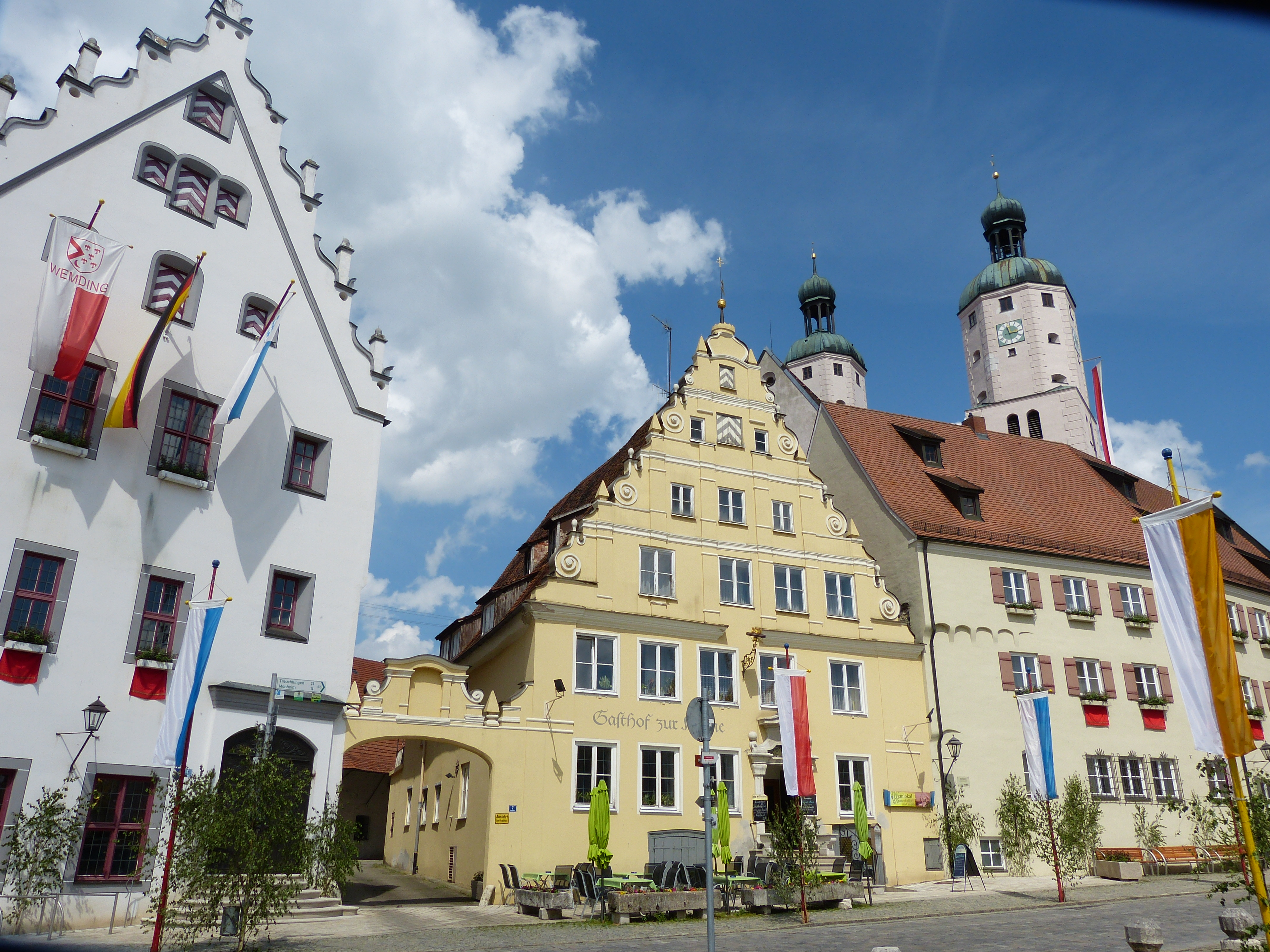
Historischer Marktplatz

Die Altstadt Wemdings lässt sich seit 2016 auf einem virtuellen Rundgang entdecken. Sehenswürdigkeiten und Denkmäler wurden mit entsprechenden Schildern samt QR-Codes ausgestattet
- Die mittelalterliche Stadtmauer umgibt die historische Altstadt (erste Hälfte des 14. Jahrhunderts, gebaut von den Grafen von Oettingen): Von der insgesamt 1,7 km langen wehrhaften Mauer blieben bis heute drei Mauertürme und zwei Tore (teilweise) erhalten: der Häutbachturm, der Baronturm, der Folterturm, das Amerbacher Tor und der Nördlinger Torturm. Der äußeren, vollständig erhaltenen Stütz- oder Futtermauer schließt sich der Stadtgraben an. Neben Abschnitten im Privatbesitz ist das grünflächige Areal durch Spazierwege, Ruhebänke, Spielplätze, Kneippanlage sowie Rosengarten erschlossen. Die eigentliche Wehrmauer ist heute in ihrer ursprünglichen Höhe von 8 m nicht mehr erhalten. Durch Abtragungen im 18. Jahrhundert für den Häuser- und Straßenbau ist die Höhe der heutigen Mauer reduziert. Ein Stück Originalhöhe ist noch am Baronturm erhalten.
- Historischer Marktplatz: Zentrum des Alltags in Wemding; sternförmig laufen sieben Straßen (u. a. Wallfahrts-, Mangold-, Wolfgang- und Weißenbachstraße) auf den nahezu quadratischen Platz zusammen. Im Mittelpunkt steht der Marienbrunnen mit Marienstatue (früher Skulptur des bayerischen Löwen). Umgeben von Barock- und Fachwerkgiebeln prägen die Stadtpfarrkirche mit den beiden Türmen, das Verwaltungsgebäude und das historische Rathaus das Bild des geschlossenen Ensembles.
- Die ungleichen Brüder von Wemding (Kirchtürme der Stadtpfarrkirche St. Emmeram): Die Stadtpfarrkirche St. Emmeram wurde ursprünglich mit nur einem Turm, dem Südturm gebaut. 1559 brannte der Südturm bis zur Glockenstube ab. Herzog Albrecht von Bayern gab für die Wiederherstellung des Turmes und für sechs neue Glocken eine Spende von 800 Gulden. 1614 zeigten sich Risse im quadratischen Unterbau, wodurch sich der Turm um 43 cm in südwestliche Richtung neigte. Es war erforderlich, dass 1619 ein zweiter Kirchturm (Nordturm bzw. Läutturm) gebaut wurde, auf dem sich bis heute 6 Glocken befinden. 2010 wurden zwei neue Glocken (Dreifaltigkeitsglocke und Gundekarglocke) für St. Emmeram geweiht. Der Südturm Wemdings ist bis heute geneigt, der Nordturm gerade. Ein Turm ist mächtiger als der andere.

- Geburtshaus von Leonhart Fuchs (1501–1566): Das Geburtshaus (genannt Fuchshäuschen) des Botanikers Leonhart Fuchs liegt am Wemdinger Marktplatz. Das Häuschen war früher ein Nebengebäude des Bürgermeisterhauses (heute Bank). Leonhart Fuchs ist berühmter Sohn Wemdings, Professor für Medizin und Botaniker und die Fuchsie wurde nach ihm benannt.
- Deutschlands einzige Fuchsienpyramide: Am Fuß der Stadtpfarrkirche St. Emmeram am Kirchenvorplatz neben der Tourist-Information steht Deutschlands einzige Fuchsienpyramide mit ca. 700 Fuchsien-Pflanzen. Ergänzend ist in den Sommermonaten (Ende Mai/Anfang Juni bis August; je nach Blütezeit) der Fuchsienrundgang durch die Altstadt aufgebaut.

- Die Wemdinger Zeitpyramide (Kunstwerk des Wemdinger Künstlers Manfred Laber); geschaffen anlässlich der 1200-Jahr-Feier der Stadt im Jahr 1993; 1200 Jahren Vergangenheit werden 1200 Jahre Zukunft gegenübergestellt in Form einer allmählich entstehenden Pyramide. Alle 10 Jahre wird ein Betonquader gesetzt. Nach 1200 Jahren, also 120 Steinen, ist die Pyramide fertig (so zumindest das Denkmodell des Künstlers). Ein Modell der fertigen Zeitpyramide steht im Kunstmuseum Donau-Ries sowie im Haus des Gastes in der Altstadt.
- Die Geopark-Infostelle ist seit dem Jahr 2013 eine neue Anlaufstelle für Interessierte des Geopark-Ries. Der Ursprung des Rieskraters durch einen Meteoriteneinschlag vor 15 Millionen Jahren, Hintergrundinformationen zur Stadt und eine Leonhart Fuchs Ausstellung sind präsentiert. Die Infostelle kann kostenlos besucht werden, sie befindet sich in unmittelbarer Nähe des Marktplatzes und ist täglich von 9–16:30 Uhr geöffnet. Seit 2017 ist in der Infostelle eine Einschlagsanimation zum Entstehungsvorgang des Rieses vorhanden[25]. In einem digitalen Kräuterbuch kann das Kräuterbuch von Leonhart Fuchs durchgeblättert werden.

### Kirchen und Kloster

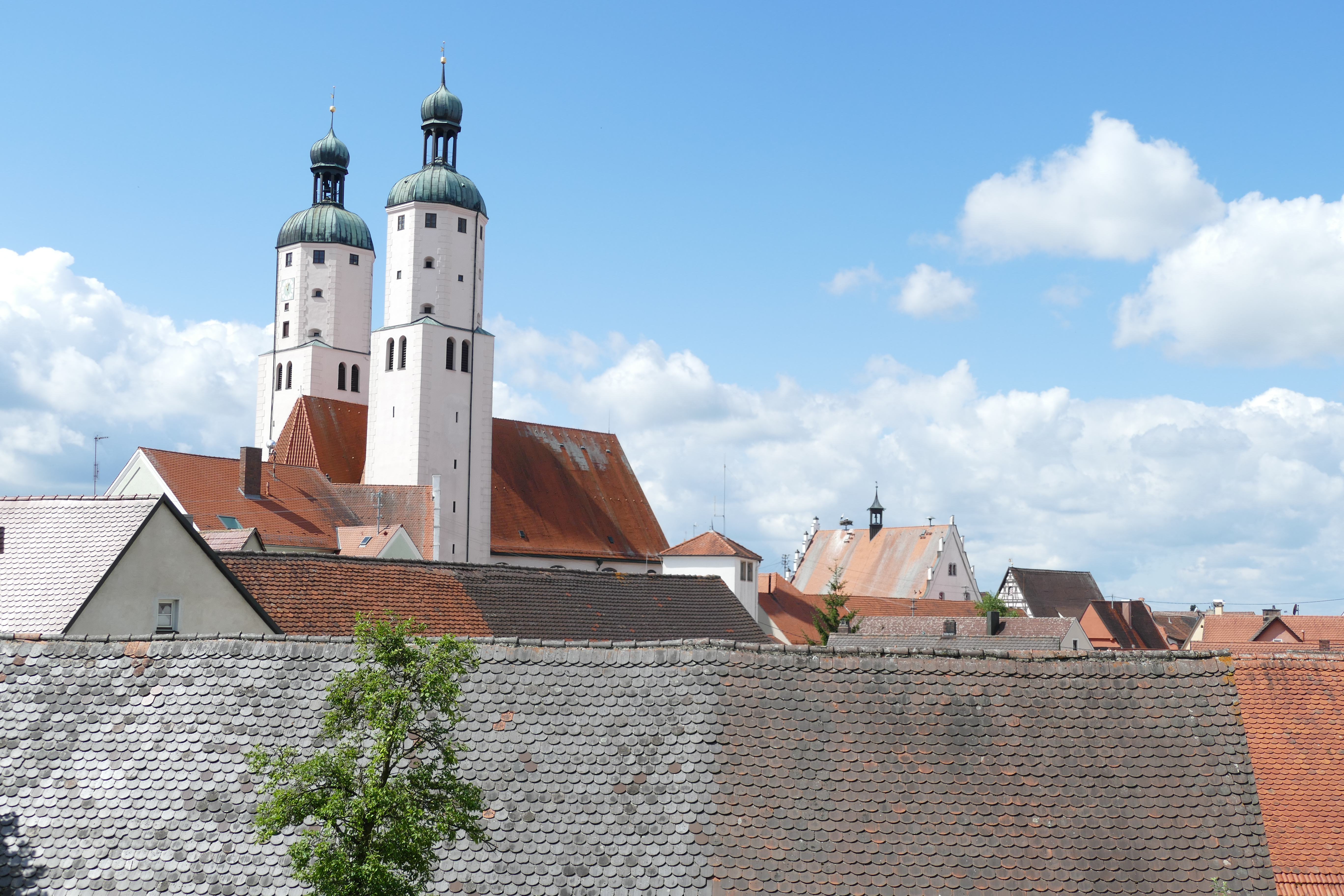
Stadtpfarrkirche Wemding mit den Kirchtürmen als Wemdinger Wahrzeichen

Kirchen – Zeugen des Glaubens: Sieben Kirchen prägen das Stadtbild der Wallfahrtsstadt Wemding:
- Die Wallfahrtskirche Maria Brünnlein erbaut nach Plänen von Franz Joseph Roth, Baudirektor des Deutschen Ordens in Ellingen; stuckiert und freskiert von Johann Baptist Zimmermann von 1748 bis 1752, geweiht 1781. Herzstück ist der Gnadenaltar als Brunnenaltar, aus dem das „Brünnleinwasser“ nach allen vier Himmelsrichtungen fließt, als Sinnbild des göttlichen Gnadenstromes. Der Altartisch mit Brunnenschale wurde 1953 durch den Wemdinger Bildhauer Ernst Steinacker geschaffen. 1998 erhob Papst Johannes Paul II. das Gotteshaus zur Basilika minor.
- Wahrzeichen der Stadt ist die Stadtpfarrkirche St. Emmeram. Ihre zwei über 60 Meter hohen Türme mit zwiebelförmigen Kuppeln sind weithin sichtbar. Einst wachte der Türmer über die Stadt. Ab dem Jahr 1030 erfolgte der Bau einer dreischiffigen kreuzförmig angelegten Basilika. Unter wechselnden Patronatsherren erfolgten Um- und Erweiterungsbauten.
Prunkstücke sind der barocke Hochaltar (1630–1633) des Donauwörther Bildhauermeisters Augustin Manasser, die Stuckmarmor-Seitenaltäre (1713) mit Scagliolaarbeiten von Dominikus Zimmermann, ein wertvolles die Stände darstellendes Fresko an der südlichen Chorwand um 1450 sowie das Epitaph für Karl Wendelin Schneid aus dem 18. Jahrhundert.
- Karmelitinnenkloster Maria Mutter des Erlösers: Am 21. Dezember 1664 zogen die ersten vier Kapuziner im Wemdinger Kapuzinerkloster ein, das aufgrund der Bestrebungen des damaligen Bürgermeisters Jacob Schneidt auf Genehmigung des Kurfürsten von Bayern errichtet wurde. 1672 wurde die dazugehörige Kapuzinerkirche geweiht; zu diesem Zeitpunkt wurde das Kloster von sieben Patres und drei Laienbrüdern bewohnt. Nach 362 Jahren Wirkenszeit musste der Konvent aufgrund fehlenden Nachwuchses geschlossen werden (1990). 1992 erwarb die Diözese Eichstätt vom Freistaat Bayern das Areal des Kapuzinerklosters samt Kirche und Gartenanlage. Nach intensiven Bemühungen wurde Kontakt zu den Karmelitinnen nach Speyer geschlossen. Die Schwestern von Speyer hatten genügend Neuberufene und gründeten in Wemding einen neuen Karmel. Am 15. Oktober 2000 zogen die ersten Schwestern im Wemdinger Karmelitinnenkloster ein. Bekannt sind die Schwestern für ihre Kerzenkunst. In Handarbeit fertigen sie Kerzen zu Kunstwerken und selbstgebastelte Karten. Im schlichten Klosterladen werden diese mit Devotionalien und Produkten aus dem Klostergarten verkauft.
- Spitalkirche Maria Geburt (1380 geweiht)[26]
- Friedhofskirche St. Johannes der Täufer
- Evangelisch-lutherische Christuskirche
- St. Alban im Gemeindeteil Amerbach

### Museen
- Das Heimatmuseum der Stadt informiert über die heimatgeschichtliche Vergangenheit, alte Handwerke, Militaria und religiöse Volkskunde. Es befindet sich im Ober- und Dachgeschoss des „Haus des Gastes“ und besteht bereits seit dem Jahr 1962.
- Der Folterturm mit Dokumentation der Hexenprozesse. Besichtigungen sind im Rahmen von Führungen möglich.
- Das KunstMuseum Donau-Ries mit wechselnden Ausstellungen und Veranstaltungen zeigt Gemälde- und Skulpturensammlungen, Sonderausstellungen und bietet Räumlichkeiten für Konzerte. Das Kunst-Museum zeigt Gemälde und Skulpturen von Ernst Steinacker, Prof. Caspar Schlötter und Annette Steinacker-Holst. Zusätzlich wird im Erdgeschoss ein großräumiger Bereich mit thematisch-wechselnden Sonderausstellungen bespielt.

## Sport und Freizeit

### Freizeitangebote
- Naherholungs- und Freizeitgebiet Waldsee: Naturbadesee Lohweiher mit Seeterrasse, Liegewiese, Beachvolleyballfeld, Spielgeräten, Kinderbecken und einer 70 Meter langen Wasserrutsche. Direkt nebenan befindet sich das Areal des Campingparks.
- Rund um Sebastian Kneipp: Kneippanlage und Barfußpfad in historischem Ambiente innerhalb der Stadtbefestigung im Stadtgraben, Handkneippbecken am ehem. Wasserhaus in unmittelbarer Nähe zum Johannisweiher
- Rosengarten in Stadtgraben (Riesgraben)
- Sportanlage Zur Robertshöhe: Stadion des TSV Wemding, Reitanlage, Kleintierzuchtverein, Tennisanlage (Sand- und Hartplätze) etc.
- Wintersport: angelegter Natur-Eisplatz und gespurte Langlaufloipe
- Freizeitanlagen: Spiel- und Bolzplätze, Skateranlage und Streetballplatz
- Themenwanderweg „Sagenweg – Stationen Wemdinger Geschichte und Geologie“ (seit 2016): Durch die Wegführung entlang des Riesrandes bieten sich durch sorgfältig ausgewählte Aussichtspunkte Einblicke in den Meteoritenkrater des Nördlinger Rieses (UNESCO Global Geopark), der vor knapp 15 Millionen Jahren entstanden ist. Elf informative sowie wissenschaftliche Ereignistafeln informieren über Sagen, Geologie, Stadthistorie und Geschichten sowie das Entstehungsereignis der Wallfahrtsbasilika Maria Brünnlein entlang des ca. 14 km langen Weges.
- Zahlreiche regionale und überregionale Rad- und Wanderwege führen durch die Fluren und Forste Wemdings und schließen an das ausgebaute Wander- und Radwegenetz des Geopark Ries, des Ferienlands Donau-Ries und des Naturparks Altmühltal an. An das Fernwanderwegenetz ist Wemding durch den „Frankenweg“ angeschlossen. Die Wallfahrtsstadt ist Etappenort des Bayerisch-Schwäbischen Jakobusweges. Im Lommerheimerweg vor Ortsausgang besteht ein Pilgerrastplatz.
- E-Bike-Ladestation: Radfahrer haben an der Tourist-Information Wemding die Möglichkeit, kostenlos ihr E-Bike zu laden. Nebenan befindet sich eine Radservice-Station mit Luftpumpe und Werkzeug für kleine Reparaturen.
- WLAN-Hotspot am historischen Marktplatz vorhanden
- Öffentlicher Bücherschrank: Der Wemdinger Kapuzinergraben umfasst die Grabenpartie vom Nördlinger Turm zum ehemaligen Kreuztor. Der Stadtpark gegenüber dem Kloster entstand um das Jahr 1840. Zu dieser Zeit wurden hier als Experiment Maulbeerbäume gepflanzt, um eine Seidenraupenzucht aufzubauen. 2017 wurde im Kapuzinergraben ein öffentlicher Bücherschrank angebracht.[27]
- Walderlebnispfad für Kinder und Familien (3,5 km Länge) mit verschiedenen Stationen zu Forst und Fauna.
- 3D-Bogensportparcour: Sowohl von traditionellen Bogenschützen als auch von Familien kann der 4,2 km lange Parcours mit dem Erwerb von Startkarten genutzt werden. Über den Parcours sind 36 Stationen mit Tieren in verschiedenen Schwierigkeitsklassen aufgebaut.
- Geopark-Ries Kindererlebnisstation im Stadtgraben mit Outdoor-Memory und klingenden Steinen
- Trimm-Dich-Pfad mit Startpunkt am Waldsee mit insgesamt 20 Fitnessstationen auf einer Länge von ca. 3 km
- Waldbaden: Seit einigen Jahren wird das Waldbaden aufgegriffen. Im Wald nahe dem Waldsee befinden sich vier Ruheplätze mit Liegen und Ruheimpulsen. Das dortige Waldareal ist von der Bayerischen Forstverwaltung offiziell als „Wald mit besonderer Bedeutung für Erholung“ ausgewiesen und umfasst das Gebiet „Zur Schönen Aussicht“, Waldsee, Elisen-Ruhe, Prof. Schneid-Ruhe sowie die Alte Eiche. Bis 2024 entsteht ein Kneippgesundheitsweg in Wemding rund um Kneipp und Waldbaden[28]
- Kino Wemdinger Lichtspiele: Seit dem 26. März 1949 gibt es in Wemding die Lichtspiele. Es gilt als eines der letzten existierenden Hotel-Kinos. Seit 2021 wird jährlich ein Open-Air-Kino veranstaltet.

### Vereine
Das städtische Leben wird von einem breiten Spektrum an Vereinen und Verbänden getragen, deren Historie zum Teil viele Jahrzehnte in die Vergangenheit zurückreicht (Stadt- und Jugendkapelle, Freiwillige Feuerwehr Wemding und Amerbach, Reit- und Fahrverein, Gewerbeverband, Heimat- und Trachtenerhaltungsverein, Rotes Kreuz und Wasserwacht, Kolpingsfamilie, Kleintierzuchtverein, Kulturzirkel u. v. m.). Über 40 Vereine und Verbände gibt es in Wemding. Der TSV 1892 Wemding ist der mitgliederstärkste Verein in Wemding. Er bietet verschiedenste Sportarten: Basketball, Damengymnastik, Fußball, und Judo/Karate, Leichtathletik, Mountainbike, Stockschützen, Tischtennis, Kinderturnen, Eisplatz. Wemdings Judofrauen waren für einige Saisons in der 1. Judo-Frauenbundesliga aktiv.

### Veranstaltungen

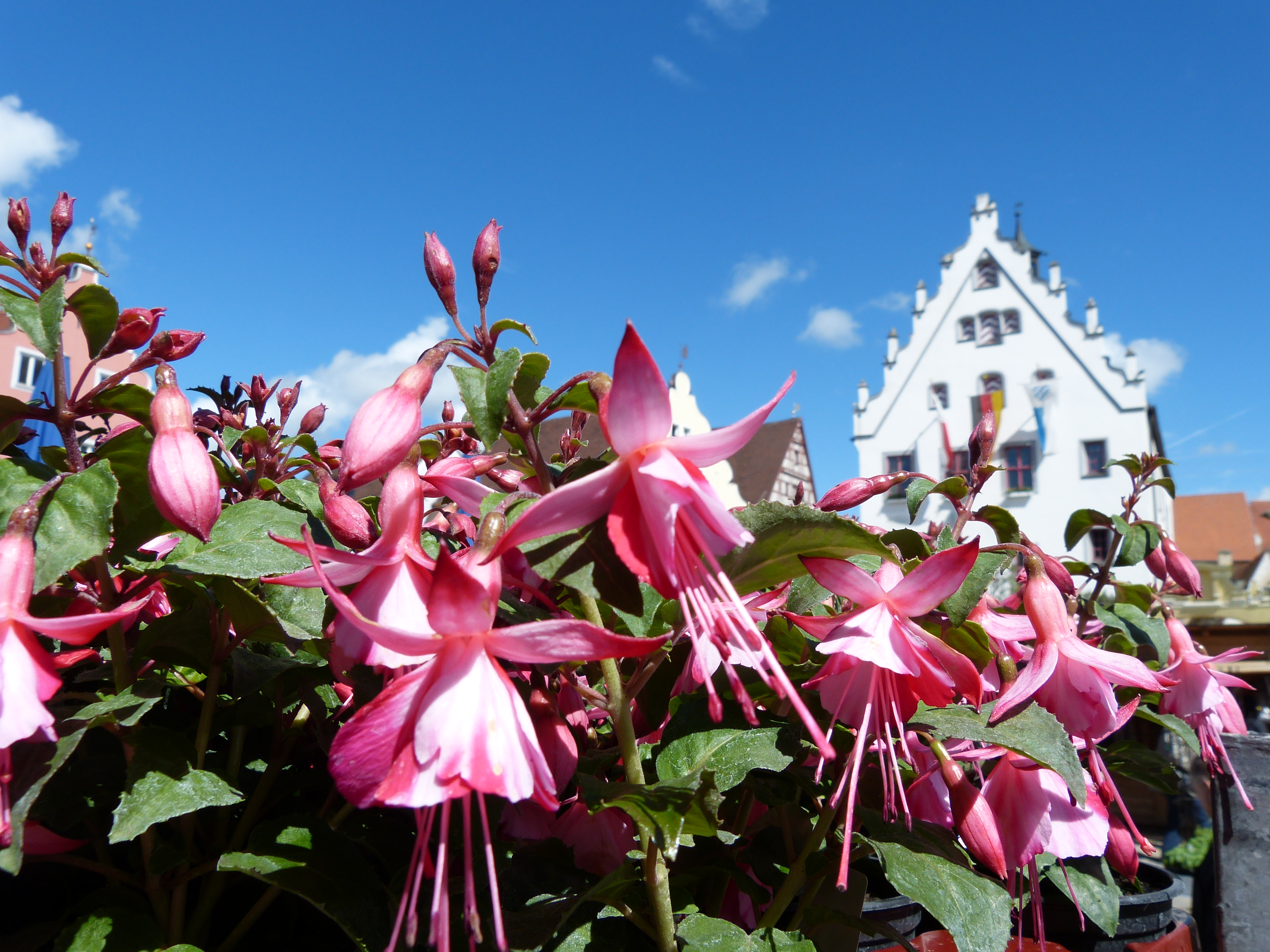
Fuchsien- und Kräutermarkt Wemding

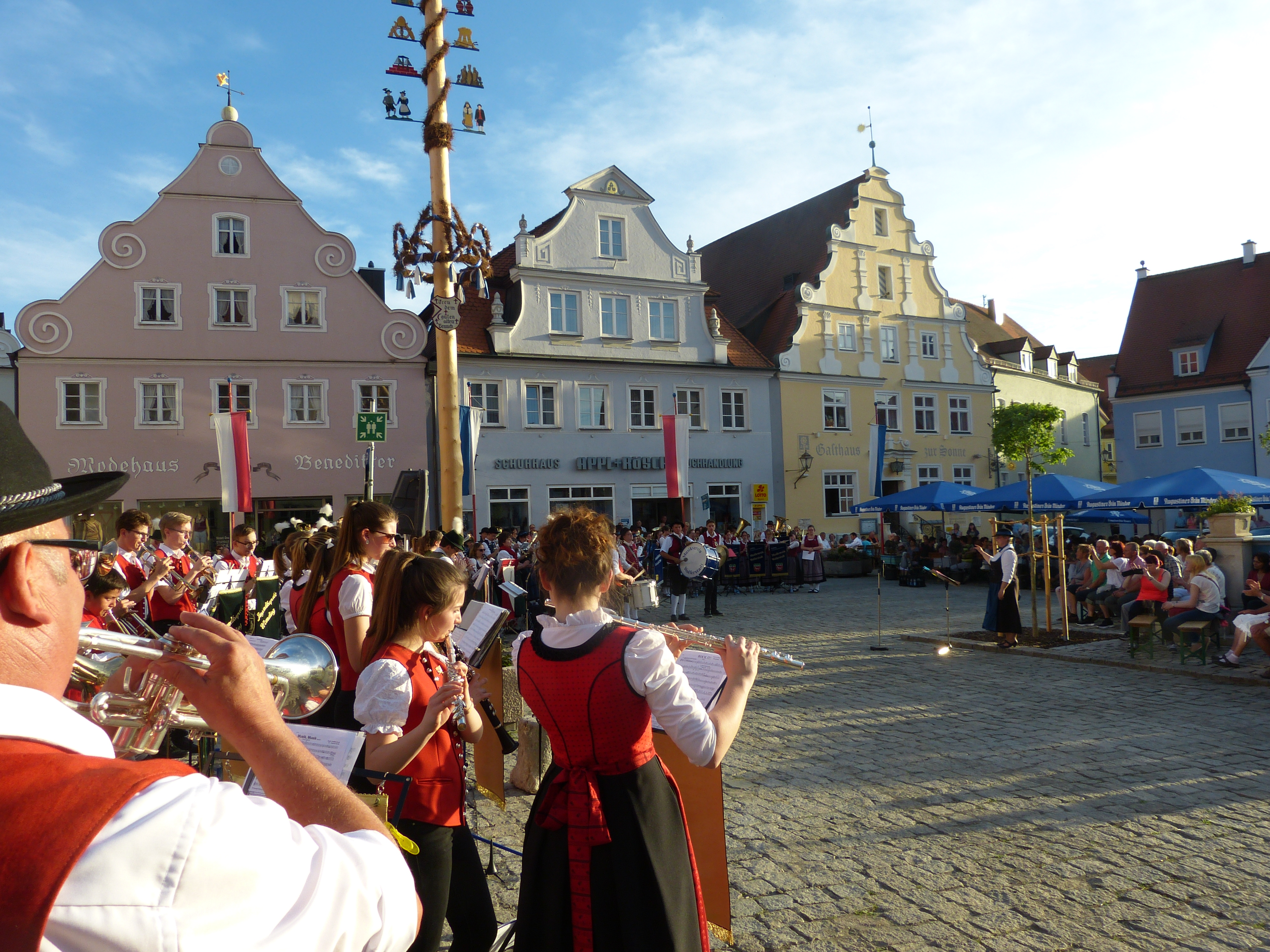
Musik am Marktplatz

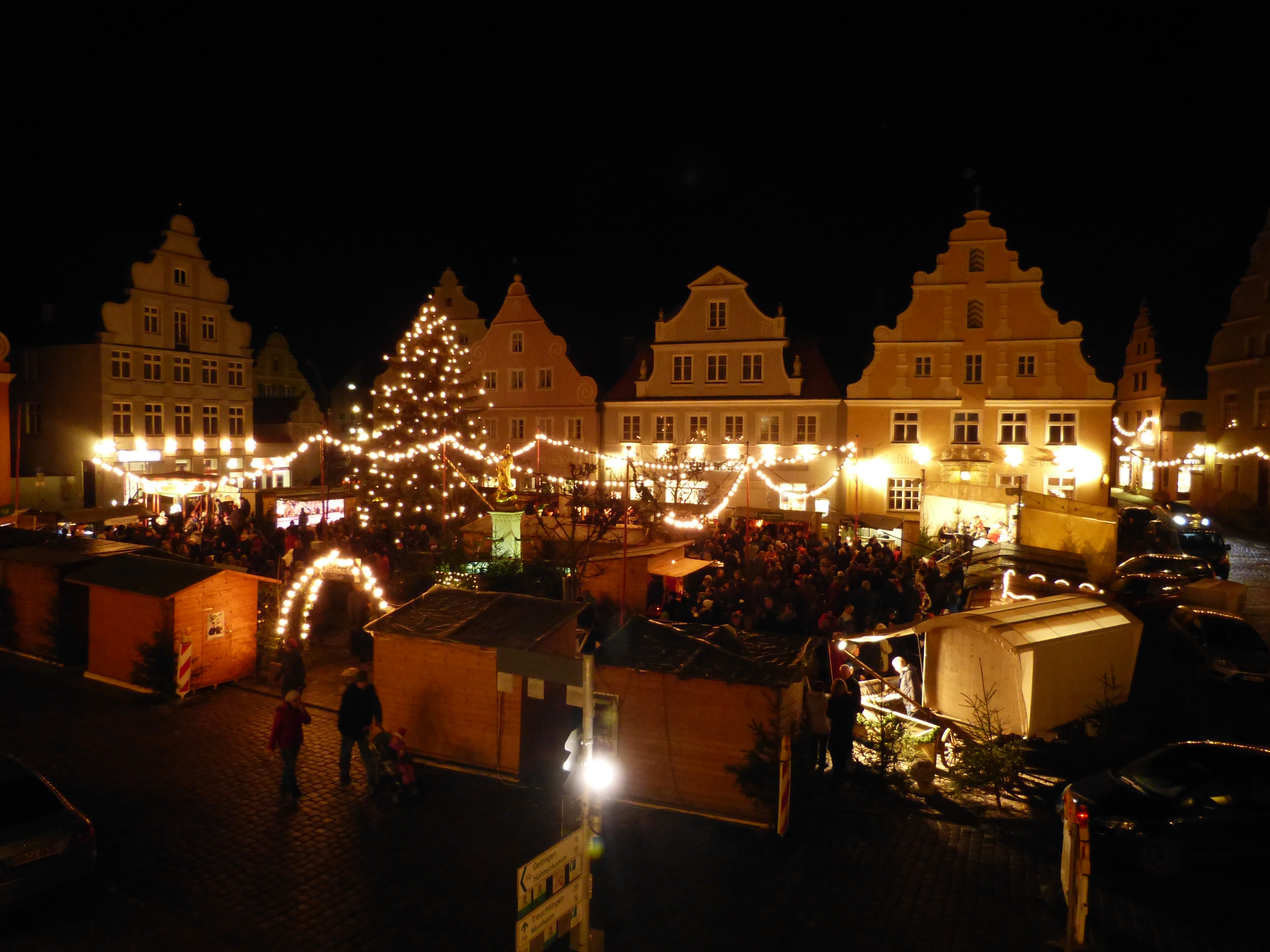
Wemdinger Weihnachtsmarkt

Der Wemdinger Jahreskalender ist von einer Vielzahl von Veranstaltungen zu allen Jahreszeiten geprägt:
- Fuchsien- und Kräutermarkt[29] (meist letztes Mai-Wochenende): Zweitägiger Markt, der jedes Jahr das Highlight am Ort ist. Im Zentrum stehen Fuchsien, Pflanzen, Kräuter, Gartenschmuck und Blumen. Mit der Veranstaltung sind zahlreiche Aktionen verbunden: die Eröffnung des Fuchsienrundgangs, der Aufbau der deutschlandweit einzigen Fuchsienpyramide. Der Eintritt zum Markt ist kostenlos. Ein eigener Busshuttle steht Gästen bei der Anreise zur Verfügung. 2017 wurde eine eigene umweltfreundliche Fuchsienmarkt-Tasche herausgegeben.[30] Besucher des Marktes sind zudem aufgerufen, eigene Taschen mitzubringen, um den Markt so plastikfrei wie möglich zu gestalten.
- Faschingsumzug „Gaudiwurm“: Am Faschingsdienstag zieht der Narrenzug der Faschingsgesellschaft Wemdosia durch die Altstadt, anschließend herrscht ein buntes Faschingstreiben auf dem historischen Marktplatz.
- Musik am Marktplatz (Juni bis August jeden Sonntag): Regionale Musikvereine, Kapellen und Musikgruppen treten an den Sonntagabenden auf dem Marktplatz auf. Die Spielzeit ist zwischen 19 und 21 Uhr. Die Konzerte sind für Gäste und Einheimische kostenlos.
- Regelmäßige Märkte mit Fierantenmarkt und ausgewählten Aktionen (Ostermarkt und Martinimarkt). Das Rahmenprogramm wird durch den Gewerbeverband Wemding gestaltet und vermarktet. An den Märkten wird ein verkaufsoffener Sonntag mit Aktionen in den Geschäften durchgeführt.
- Schäfflertanz in Wemding: Alle sieben Jahre findet in Wemding der traditionelle Schäfflertanz statt. Getragen wird der Schäfflertanz von der Wemdinger Bürgerschaft. Die Durchführung obliegt der Schäfflervereinigung Wemding. Der letzte Tanz fand im Jahr 2023 statt.
- Pestprozession: Alle 20 Jahre (zuletzt 2012) wallfahren die Wemdinger und Amerbacher nach Oettingen in die Kirche St. Sebastian mit einer Pestkerze und lösen damit das mittelalterliche Versprechen ein, alle 20 Jahre nach Oettingen zu pilgern, damit die Pest in Wemding nicht weiter grassiert. Bei der fünfstündigen Prozession pilgern etwa 2.000 Menschen in die Nachbarstadt. Getragen wird die Pestkerze von unverheirateten Männern der Kolpingfamilie Wemding. Die Kerze wird von den Schwestern des Karmelitinnen-Klosters in Wemding gefertigt. Im Jahr 2012 war sie mit der Inschrift „Die Seelen der Gerechten sind in Gottes Hand“ versehen.
- Altstadt- und Marktplatzfest (Juli): Traditionelles Stadtfest mit Bewirtung und musikalischen Darbietungen von Musikgruppen der Region in historischem Ambiente auf dem Marktplatz. Alle drei Jahre stellen sich die Wemdinger Betriebe im Rahmen der Erlebnis- und Gewerbetage mit über 50 örtlichen Ausstellern vor (zuletzt 2016).
- Weihnachtsmarkt (Anfang Dezember): weihnachtlicher Markt mit Ständen der örtlichen Wemdinger Vereine. Seit 2008 wird das „Wemdinger Christkind“ am Markt vorgestellt, das über die Advents- und Weihnachtszeit Besuche in den Kindergärten, dem Altenheim und auf Veranstaltungen abstattet. Der Nikolaus besucht den Markt und verteilt Süßigkeiten. Im historischen Rathaus sind Kinder zu weihnachtlichen Lesungen eingeladen.
- Es gibt regelmäßige Stadtführungen mit Besichtigung des Folterturms und Turmbesteigungen zur Türmerstube.
- Steinsetzung der Zeitpyramide: Alle zehn Jahre organisiert die Stiftung Wemdinger Zeitpyramide am Langzeitkunstprojekt Zeitpyramide auf der sogenannten Wemdinger Platte (Aussichtspunkt nördlich der Altstadt) die Setzung des nächsten Dekadensteines.
- Sonderveranstaltung: Seit einigen Jahren werden im Eventbereich verschiedene Veranstaltungen durchgeführt, wie z. B. Poetry Slams, Open-Air-Kino, Picknick im Stadtgraben oder eine Serenade am Johannisweiher.

Im Jahr 2019 feierte die Stadt ein großes historisches Fest anlässlich des 400. Jahrestags des Baus des zweiten Turms der Kirche St. Emmeram unter dem Motto „Löwen, Gunst und Gulden“. Außerdem war es dann 550 Jahre her, dass der schwäbische Ort zu Bayern kam. 1467 erwarb Herzog Ludwig der Reiche den Ort Wemding.

## Wirtschaft und Infrastruktur

### Verkehr

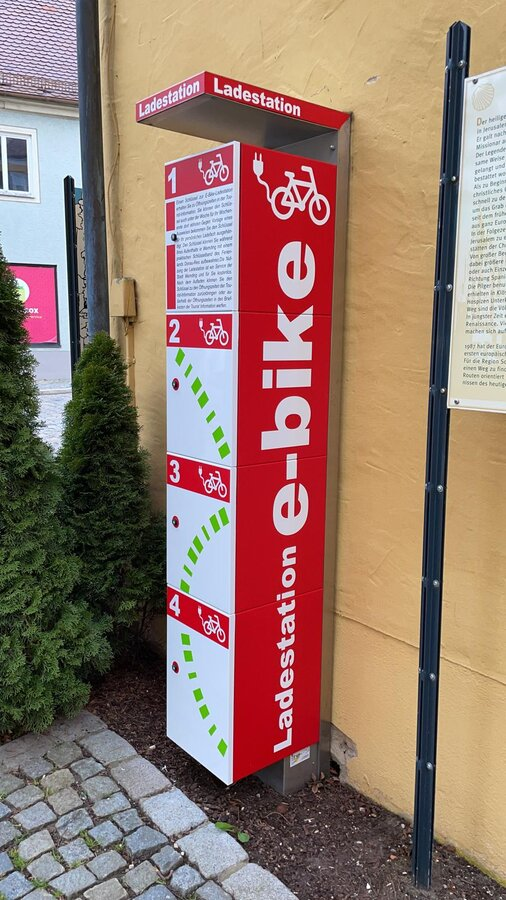
E-Bike-Ladestation (2016)

#### Straßenverkehr
Wemding ist mit den zentralen Städten des Landkreises Donau-Ries durch Staatsstraßen verbunden. Erschlossen ist der Standort durch die Staatsstraßen St 2213, St 2214 und St 2384. Innerhalb von 40 Minuten ist sowohl die Autobahn A8 Richtung München und Stuttgart als auch die A7 Richtung Memmingen und Würzburg zu erreichen.

#### Bahn- und Busverkehr
Wemding ist Teil der Verkehrsgemeinschaft Donau-Ries und damit in den öffentlichen Personennahverkehr mit Busverbindungen (Montag bis Samstag) in verschiedene Richtungen eingebunden.
Die ehemalige Bahnstrecke Nördlingen–Wemding wurde 1903 eröffnet. Bis 1981 fuhren dort Personenzüge.
Heute ist der nächste Bahnhof „Otting-Weilheim“(ca. 7 km Entfernung). Er verfügt über Direktverbindungen nach Treuchtlingen/Nürnberg sowie Richtung Augsburg/München. In der Nähe (ca. 15 km) liegen außerdem die Bahnhöfe Donauwörth und Nördlingen mit weiteren Anbindungsstrecken. Zu den genannten Bahnstationen bestehen Busverbindungen. Vom Bahnhof aus besteht eine Radwegverbindung nach Wemding.

#### Kommunale Mitfahrzentrale
Seit Mai 2021 ist Wemding an das kommunale Mitfahrnetzwerk Pendla angeschlossen, das gemeinsame Fahrten zum Arbeitsplatz ermöglicht. Die Nutzung ist kostenlos.

#### Luftverkehr
Die nächsten Verkehrsflughäfen befinden sich in Nürnberg, Stuttgart, Memmingen und München.

#### Womo-Stellplatz / E-Ladestation
Im Jahr 2017 wurden am Großparkplatz nahe dem Johannisweiher Wohnmobilstellplätze installiert (Abwasserentsorgung, Versorgung mit Strom und Wasser).
An der Tourist-Information steht eine E-Bike-Ladestation zur Verfügung. Nebenan findet sich eine Radservice-Station für kleine Reparaturen am Fahrrad (inkl. Luftpumpe; jederzeit öffentlich zugänglich). Ein örtlicher Gastronom bietet eine E-Auto-Ladestation an. Außerdem ist am Johannisweiher eine E-Auto-Ladestation verfügbar.

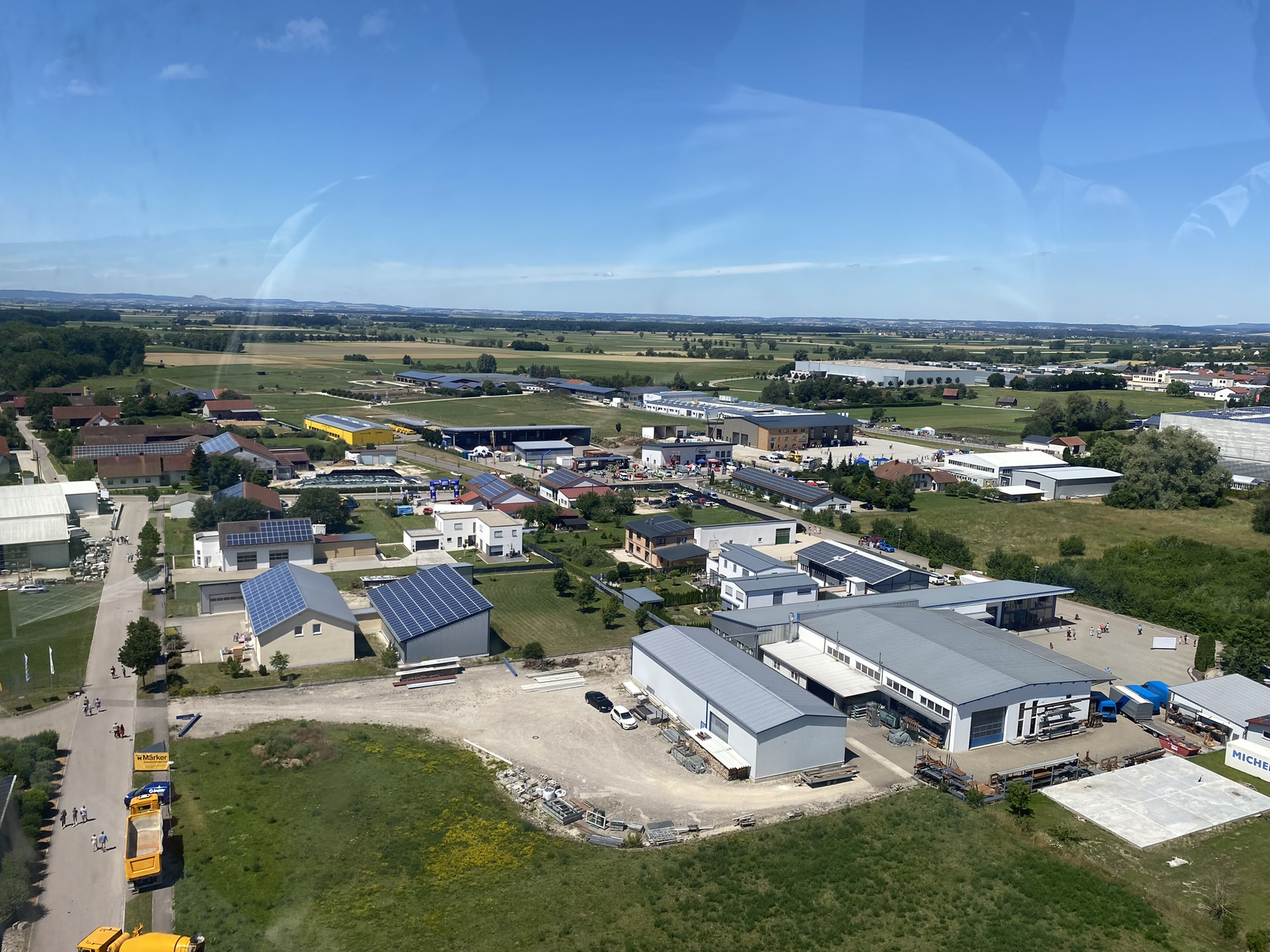
Gewerbegebiet „Sandfeldring“

### Unternehmen
Bei der Aufgliederung der Sektoren der Beschäftigten weist Wemding mit einem Anteil von 65 % einen überdurchschnittlich hohen Anteil des produzierenden Gewerbes auf. Handel, Gastgewerbe und Verkehr liegen bei 19 %. Die sonstigen Dienstleistungen bei 15 %.
Wemding ist Standort zahlreicher mittelständischer Unternehmen sowie eines ausgeprägten inhabergeführten Einzelhandels, der besonders in der Innenstadt vertreten ist und eine beachtliche Breite an Sortimenten anbietet. Der örtliche Handel hat eine zentrale Rolle und deckt ein weites Einzugsgebiet im ländlich geprägten Umland ab. Gestützt wird das Geschäftsleben durch den Wemdinger Gewerbeverband. Sein Ziel ist die intensive Förderung der mittelständischen Strukturen und deren Pflege innerhalb von Wirtschaft und Gesellschaft.
In der Stadt haben sich innovative Industriezweige angesiedelt. Der französische Automobilzulieferer Valeo unterhält in Wemding ein Werk mit rund 1.200 Beschäftigten. Zweitgrößtes Unternehmen ist die seit 1899 ansässige Firmengruppe Appl. Die Druckerei beschäftigt an verschiedenen Standorten rund 800 Menschen.

### Arbeitsplätze
Nach der amtlichen Statistik gab es 2017 in der Stadt 3661 sozialversicherungspflichtige Arbeitsplätze. Von der Wohnbevölkerung standen 2590 Personen in einem versicherungspflichtigen Beschäftigungsverhältnis. Die Zahl der Einpendler war damit um 1071 höher als die Zahl der Auspendler. 67 Einwohner waren arbeitslos. Im Jahr 2018 waren in Wemding 3.771 sozialversicherungspflichtig beschäftigte Arbeitnehmer tätig (bei 5.801 Einwohnern zum 31. Dezember 2017).

### Tourismus

#### Tourismus in der Stadt Wemding

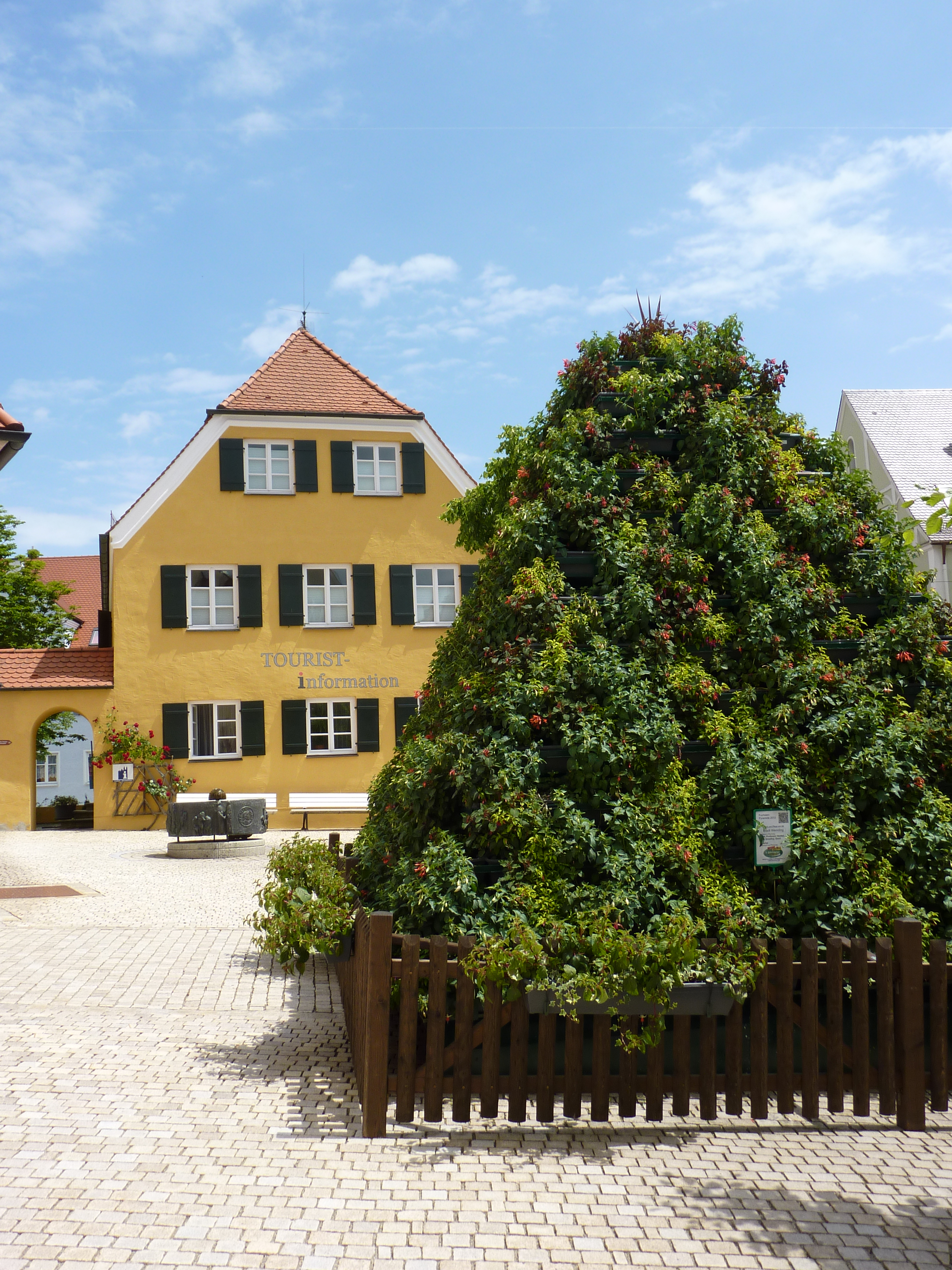
Tourist-Information Wemding mit der Fuchsienpyramide

Seit 1972 ist Wemding mit dem Prädikat „Anerkannter Erholungsort“ ausgezeichnet. Fremdenverkehr und Gastronomie bilden ein wichtiges ökonomisches Standbein der Stadt. Wemdings mittelalterliche Altstadt ist seit Jahren als Touristenziel beliebt. Im Jahr 2014 zählte die Stadtverwaltung 52.278 Übernachtungen in den erfassten Betrieben mit mehr als acht Betten.
Die 2016 neu gestaltete Tourist-Information Wemding liegt in unmittelbarer Nähe des Marktplatzes. Neben einer örtlichen Imagebroschüre und Stadtplänen liegen auch Informationen zum Freizeitangebot und den Sehenswürdigkeiten in und um Wemding bereit und Souvenirs werden verkauft. Gruppenführungen werden ganzjährig angeboten. In den Sommermonaten finden öffentliche Führungen (Stadtführungen, Turmbesteigungen) statt.

#### Tourismus in der Umgebung
Neben der Stadt selbst hat sich auch die Umgebung mit dem geologisch einmaligen Rieskrater zur Touristenattraktion entwickelt. Dieser wurde im Jahr 2022 als UNESCO Global Geopark zertifiziert. Mit der Lage am Kraterrand des Rieses bietet die Stadt Zugang zu zwei verschiedene Urlaubsregionen: der Ebene des Rieses und dem Naturpark Altmühltal mit waldigen und hügeligen Gebieten. Das Rad- und Wanderwegenetz ist dementsprechend gut ausgebaut.
Wichtige Tourismusverbände der Region sind das Ferienland Donau-Ries, der Tourismusverband Naturpark Altmühltal und der Geopark-Ries. Überregional vertreten ist Wemding im Tourismusverband Allgäu/Bayerisch-Schwaben und der ARGE Schwabenstädte.

### Bildung und Betreuung
- Leonhart-Fuchs-Grundschule Wemding mit 181 Schülern[38]

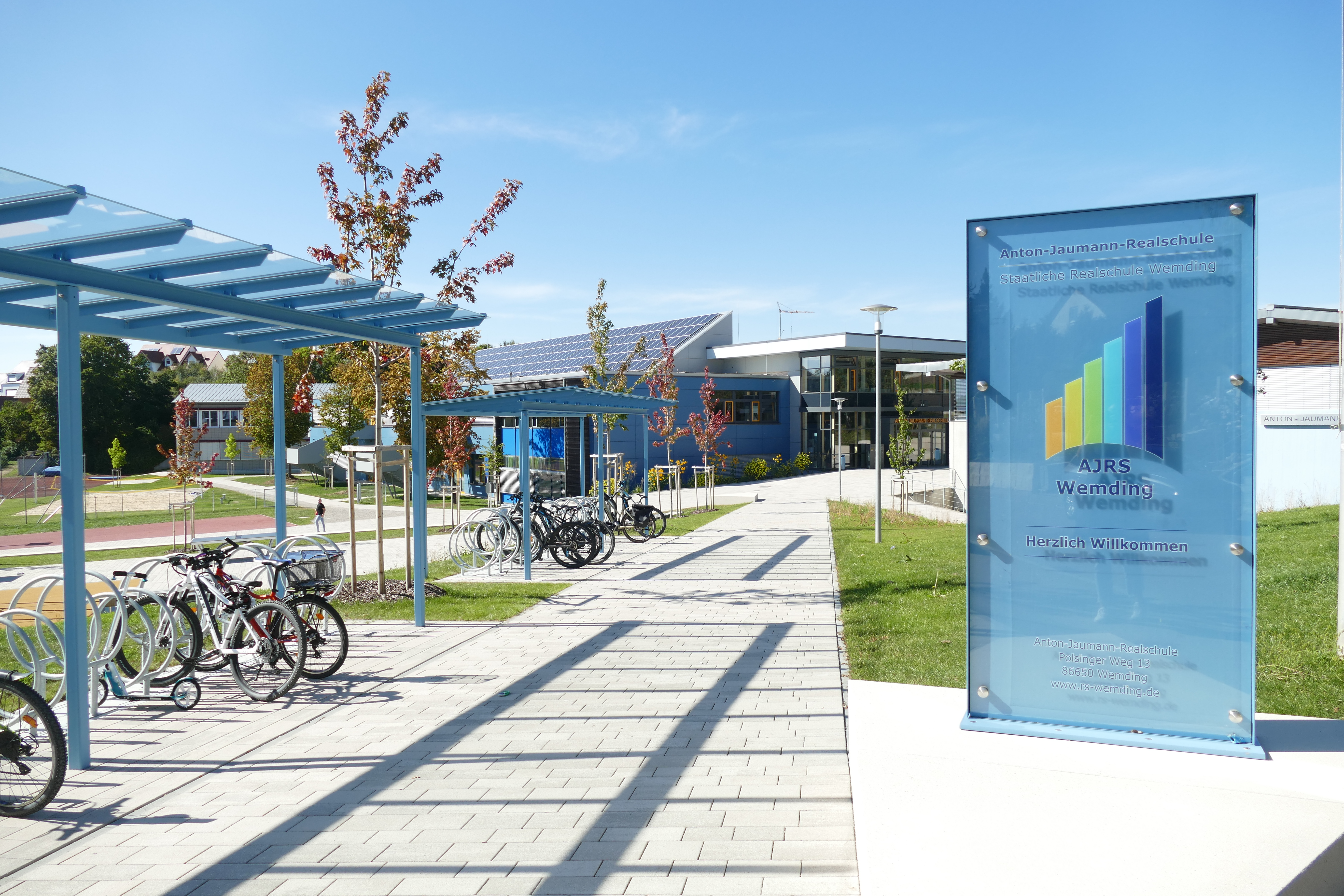
Anton-Jaumann-Realschule Wemding

- Leonhart-Fuchs-Grund- und Mittelschule Wemding mit 213 Schülern[39]Anton-Jaumann-Realschule Wemding
- Anton-Jaumann-Realschule (Staatliche Realschule) Wemding mit 556 Schülern (Schuljahr 2019/2020)[40]
- Sprachförderschule Wemding: Schulvorbereitende Einrichtung für Sprachbehinderte, Außenstelle der Abt-Ulrich-Schule Kaisheim
- Volkshochschule Wemding: Als Außenstelle der VHS Donauwörth werden (seit 1960) Kurse für alle Altersstufen in Bereichen wie Informationstechnologie, Gesundheit/Medizin u. a. angeboten.
- Stadtarchiv Wemding: Es werden seit etwa Mitte des 19. Jahrhunderts die überlieferten Original-Unterlagen (unersetzliche Unikate) zu Verwaltung, Rechtsleben, Handel und Wirtschaft der Stadt archiviert. Im Stadtarchiv finden sich in den Überlieferungen z. B. Einwohnerverzeichnisse, Besitzverhältnisse und Hausbesitzerlisten (seit 15. Jahrhundert), Gerichtsakten (u. a. Verhörprotokolle der Hexenprozesse), Marktordnungen, Spital- und andere Stiftungsakten, Unterlagen von Zünften, Nachlässe, Stadtschreiber-/Ratsprotokolle
- Stadtbücherei im Haus des Gastes: mit Kinderveranstaltungen, Leseförderung, WebOPAC, Online-Ausleihe
- Kath. Kindergarten St. Emmeram: Krippenplätze, Plätze mit Mittagessen, Schulkindbetreuung und Hausaufgabenbetreuung
- Kath. Kindergarten St. Marien: Krippenplätze, Plätze mit Mittagessen, Schulkindbetreuung Hausaufgabenbetreuung
- Kinderherz e. V.: Plätze Kita plus (Alter: 0 – 6 Jahre), Inklusion Pädagogik, Hortplätze, Mittagessen, Hausaufgabenbetreuung, zum Teil Ferienbetreuung

## Persönlichkeiten

Leonhart Fuchs

- Leonhart Fuchs (* 17. Januar 1501 in Wemding; † 10. Mai 1566 in Tübingen) war ein deutscher pflanzenkundiger Mediziner, nach welchem die Fuchsie benannt wurde. Das Geburtshaus, das wegen seiner nur 1,50 m Breite Fuchshäuschen genannt wird, steht heute noch am Marktplatz.
- Georg Kaisersberger (1519 in Wemding[41]; † 1576) war von 1558 bis 1556 als Georg II. der 25. Abt der Reichsabtei Salem.
- Johannes Vischer (* 19. Dezember 1524 in Wemding; † 21. April 1587 in Tübingen) war ein Mediziner und Hochschullehrer an der Eberhard Karls Universität Tübingen.
- Johannes Scheyring (1454–1516) wurde in Wemding geboren und war Rektor der Universität Leipzig und Domherr in Magdeburg. Er zierte den 1000 Deutsche Mark Schein.
- Eva Hohenschildin (* 1584 in Wemding; † 18. Juli 1620 in Eichstätt) wurde in den Hexenprozessen unter Fürstbischof Johann Christoph von Westerstetten hingerichtet.
- Mathias Schneid (1840–1893), deutscher Philosoph, 1871 bis 1893 Professor am Lyzeum Eichstätt.
- Joseph Schlecht (1857–1925), deutscher Kirchengeschichtler, Päpstlicher Ehrenprälat
- Luitgard Im (* 12. Januar 1930 in Wemding; † 21. April 1997 in Wemding) war eine vor allem in den 1950er bis 1970er Jahren sehr gefragte und in etlichen Bühnenrollen bekannt gewordene deutsche Schauspielerin. Sie spielte zum Beispiel als Elektra oder Judith in den gleichnamigen Theaterstücken von Jean Giraudoux wie auch als Cleopatra in George Bernard Shaws Cäsar und Cleopatra. Einem großen Publikum wurde sie in der Rolle der May im Unterhaltungsfilm Wenn süß das Mondlicht auf den Hügeln schläft nach dem Erfolgsroman von Eric Malpass bekannt. Eine Tafel erinnert an sie an ihrem Geburtshaus.
- Johann IV. Roth (1426–1506), Schuhmachersohn aus Wemding, Bischof von Lavant und Fürstbischof von Breslau, unter Kaiser Friedrich III. Kanzler des Heiligen Römischen Reichs Deutscher Nation
- Veit Amerbach alias Vitus Amerpachius (1503–1557), als Veit Trolmann in Wemding geboren, gelehrter Humanist
- Mathias Gabler (1736–1805), Wissenschaftler und Hochschullehrer, Lehrbuch-Autor, Wemdinger Stadtpfarrer und Wemdinger Schulreformator
- Robert Schlecht (1740–1802), Abt von Salem und Generalvikar der Zisterzienserklöster in Oberdeutschland, Schwaben und Tirol[42]
- Ernst Steinacker (1919–2008), Bildhauer und Maler. Eine Vielzahl seiner Plastiken und Bilder ist im Wemdinger KunstMuseum Donau-Ries zu sehen. Der Gnadenaltar der Wallfahrtsbasilika und der Brunnen vor der Stadtpfarrkirche sind ebenfalls seine Werke.
- Marco Seefried (* 1976), Autorennfahrer

### Mit Wemding verbunden
- Franz Hessler (1798–1890), Arzt und Indologe, Übersetzer des Ayurveda
- Herbert Lang (* 1936 in Tagmersheim), römisch-katholischer Pfarrer und Historiker, Ehrenbürger der Stadt Wemding